# Barberà de la Conca
Barberà de la Conca (tradicionalment anomenat, simplement, Barberà) és un municipi de la comarca de la Conca de Barberà a la qual dona nom.

## Etimologia
Segons Antoni Maria Alcover i Francesc de Borja Moll, el nom de Barberà prové del cognom llatí Barbariānus. És per això que a voltes és escrit (sobretot antigament) Barbarà.
El complement «de la Conca» que avui mostra el topònim oficial serveix per distingir-lo d'un altre municipi del mateix nom, avui dit Barberà del Vallès, i fa referència a la comarca a la qual pertany, la Conca de Barberà.

## Geografia
- Llista de topònims de Barberà de la Conca (Orografia: muntanyes, serres, collades, indrets..; hidrografia: rius, fonts...; edificis: cases, masies, esglésies, etc).

El seu terme és travessat pel riu Anguera, afluent del Francolí. El municipi comprèn l'agregat d'Ollers. El topònim Barberà prové d'un antropònim d'origen romà (Barberanus). La primera vegada que apareix el nom de Barberà és l'any 945, en la donació feta pel comte Sunyer i la comtessa Riquilda al monestir de Santa Cecília de Montserrat, de Sant Pere d'Ambigats in campo barberano. La datació primerenca del topònim i el fet que hagi donat nom a la comarca fan pensar en un municipi romà de tipus rural del Baix Imperi. Abona aquesta suposició el fet que en diversos indrets de la Conca s'han trobat importants restes de vil·les: Pedrinyà, vora Sarral; a la Granja Mitjana de Poblet; al camí de Pira, vora Barberà; en el mateix turó del castell de Barberà… Les restes del jaciment del camí de Pira són molt importants, tant per la quantitat i varietat de ceràmica de superfície trobada -comprèn un llarg període ininterromput des del segle i aC fins al vii dC-, com per l'extensió i per l'estructura arquitectònica que encara conserva. És versemblant pensar que es tractés d'una vil·la important en l'època del Baix Imperi Romà que podia tenir alguna mena de jurisdicció sobre bona part de la comarca a la qual donà nom.
| Entitat de població | Habitants (2024) |
| Barberà de la Conca | 466              |
| Ollers              | 14               |
| Font: Idescat       |                  |

## Història
L'any 1054, Ramon Berenguer I donà el lloc de Barberà en feu a Arnau Pere de Ponts per tal que hi construís un castell. Aquest, en part conservat, seguí la tipologia pròpia dels castells del segle xi: una torre cilíndrica seguida d'un recinte murallat. Entre 1131 i 1133, el comte d'Urgell, primer, i el de Barcelona, després, cediren Barberà a l'Orde del Temple per tal d'implicar-lo en la conquesta dels territoris musulmans. Vers el 1170, els templers ampliaren pel costat oriental l'antic castell a fi d'instal·lar-hi la seu d'una comanda, la comanda de Barberà. Suprimit l'orde del Temple el 1312, Barberà, com la major part dels béns templers, passà, l'any 1317, a l'Orde de Sant Joan de Jerusalem, qui el senyorejà fins a la desamortització del segle xix.
Al segle xiv, fra Guillem de Guimerà i d'Abella, aleshores comanador de Barberà i gran prior de Catalunya de l'orde de l'Hospital, amplià considerablement el castell amb la construcció del «palau nou». Fra Guillem dirigí l'execució de les muralles de Poblet, Santes Creus, Lleida i Cervera i, probablement, també les de Montblanc. Dins l'orde santjoanista era considerat un expert en l'art de la guerra i la fortificació, com havia tingut ocasió de demostrar, al servei del rei Pere, en les campanyes del Rosselló contra Jaume de Mallorca. Va morir al seu castell de Barberà l'any 1396 i fou enterrat a la capella en una bella ossera gòtica que avui és exposada al Museu Diocesà de Tarragona.
Vers l'any 1373, es documenta la construcció de l'ermita de Santa Anna de Montornès, finançada per la universitat de Barberà. Els documents conten que posaren la primera pedra el rei Pere el Cerimoniós i l'arquebisbe de Tarragona, Pere de Clasquerí. Des del seu origen, l'ermita fou sufragània de la parròquia de Barberà.
L'any 1609, durant la senyoria hospitalera, van acudir a Barberà cridats pel gran prior de Catalunya, Miquel d'Alentorn, el bandoler nyerro Perot Rocaguinarda i la seva partida. El motiu era castigar Rafel de Biure, senyor de Vallespinosa, que havia «plantat forques» (en senyal de domini senyorial) a Vallverd de Queralt, que era membre de la comanda santjoanista de Barberà. Els bandolers van ser molt ben rebuts pel poble de Barberà i van romandre tres dies al castell. Durant aquesta estada van fer la incursió de càstig pactada al castell de Vallespinosa on a més de tallar arbres i cremar les garberes, van matar un servent de Rafel de Biure.
A finals del segle xviii, coincidint amb una etapa de bonança econòmica i havent crescut molt la població de la vila, l'aleshores rector de la parròquia, Josep Cabirol, endegà la construcció d'un nou temple que substituís l'anterior romànic que havia quedat petit. La nova església, Santa Maria de Barberà de la Conca és un edifici del barroc tardà de planta rectangular amb tres naus cobertes de volta de canó amb llunetes. Del conjunt hi destaquen la façana de gust rococó, la portalada amb columnes exemptes, i el campanar. Procedent de l'església anterior, al damunt de la portalada, hi ha un timpà romànic de finals del segle xii, de notable qualitat artística.
Entre 1865 i 1880, els pagesos catalans visqueren l'eufòria econòmica de la «Febre d'Or»: França, amb les vinyes atacades per la fil·loxera, havia perdut el mercat del vi, i els catalans n'ocuparen el seu lloc. La situació feu un gir de 180 graus a partir dels anys vuitanta, quan el flagell arribà a Catalunya. La dècada dels noranta envaí la Conca i per lluitar contra la crisi, l'any 1894, els petits propietaris i els jornalers de Barberà fundaren la Sociedad de Trabajadores Agrícolas del pueblo de Barbará (la «Societat»), que, entre altres activitats cooperatives, començà a elaborar vi en comú en cups particulars fins que, entre 1899 i 1902, aconseguí aixecar el seu celler cooperatiu que seria el primer de Catalunya (Celler de la Societat de Barberà). Tot això, però, no hauria estat possible sense l'orientació i el suport de Joan Esplugas i Moncusí, propietari barberenc i polític republicà, que fou diputat a corts i senador.
El 1915, els propietaris aliens a la «Societat» fundaren el "Sindicat Agrícola de Barberà", conegut popularment com el "sindicat dels rics". Aquesta entitat, l'any 1919, encarregà la construcció del seu celler (Celler Cooperatiu de Barberà de la Conca) a l'arquitecte gaudinista Cèsar Martinell.
L'edifici, a més de ser una de les més belles construccions agràries de l'arquitecte, incorporà importants avenços tecnològics de cara a la vinificació. En virtut de la Llei de Cooperatives de la Generalitat, l'any 1934 es fusionaren ambdues cooperatives barberenques. Actualment la cooperativa de Barberà està integrada dins de la "Societat Cooperativa Catalana de Barberà Vinícola".
Del castell de Barberà (Barberà de la Conca), actualment, romanen en peu part dels edificis templers (la torre-habitació i la capella) i vestigis de la muralla i la torre del segle xi.
L'any 1984, un grup de gent entusiasta (en el qual figuraven el poeta José Agustín Goytisolo, l'aparellador Ferran Díaz, l'historiador Joan Fuguet, entre d'altres), aconseguiren que el castell fos declarat «Conjunt historicoartístic» (DOG, 15/6/84). En els darrers anys s'hi han dut a terme importants obres de restauració.

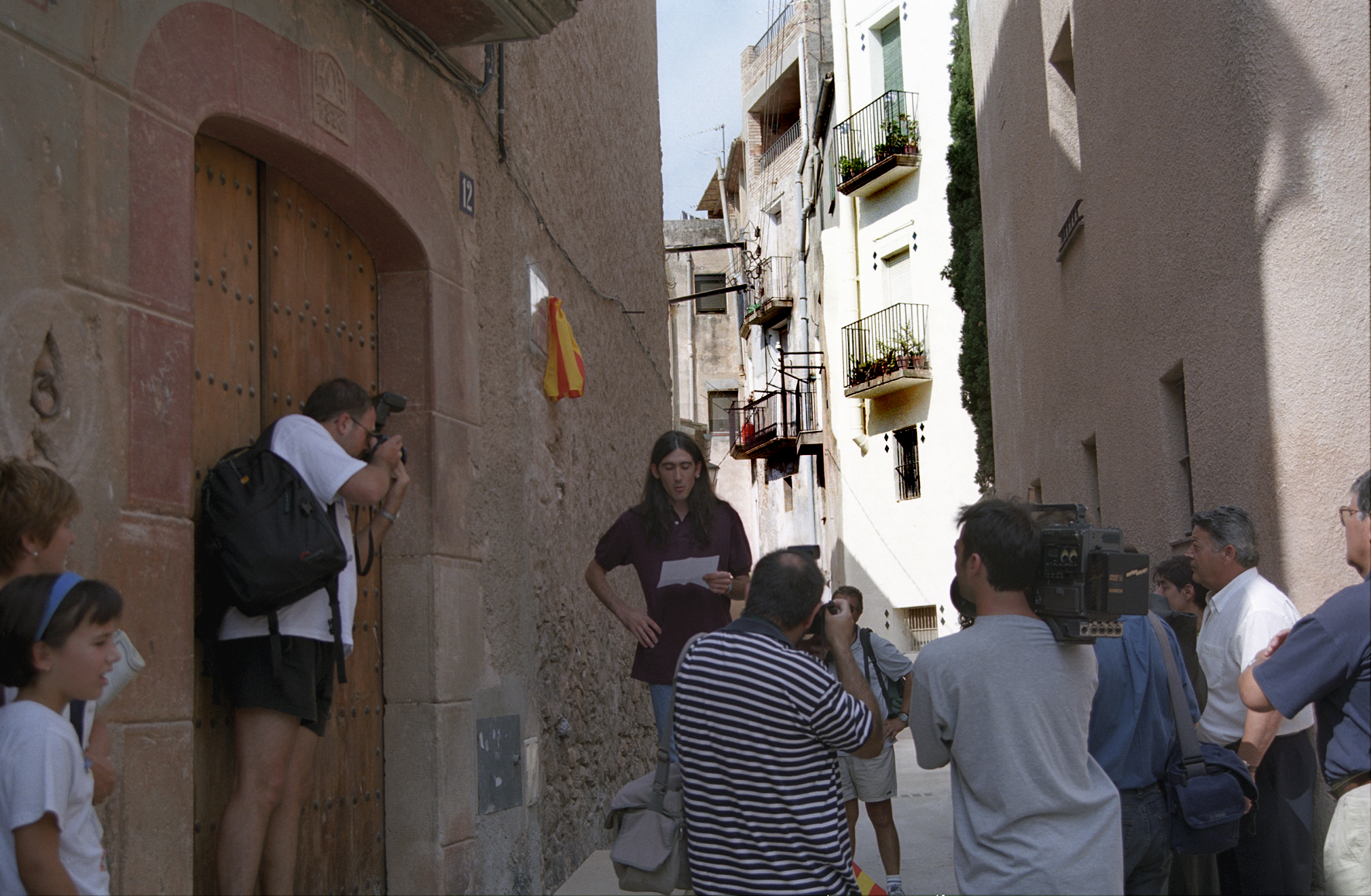
L'alcalde de Barberà, Jordi Miró, inaugura el carrer dedicat al poeta Goytisolo.

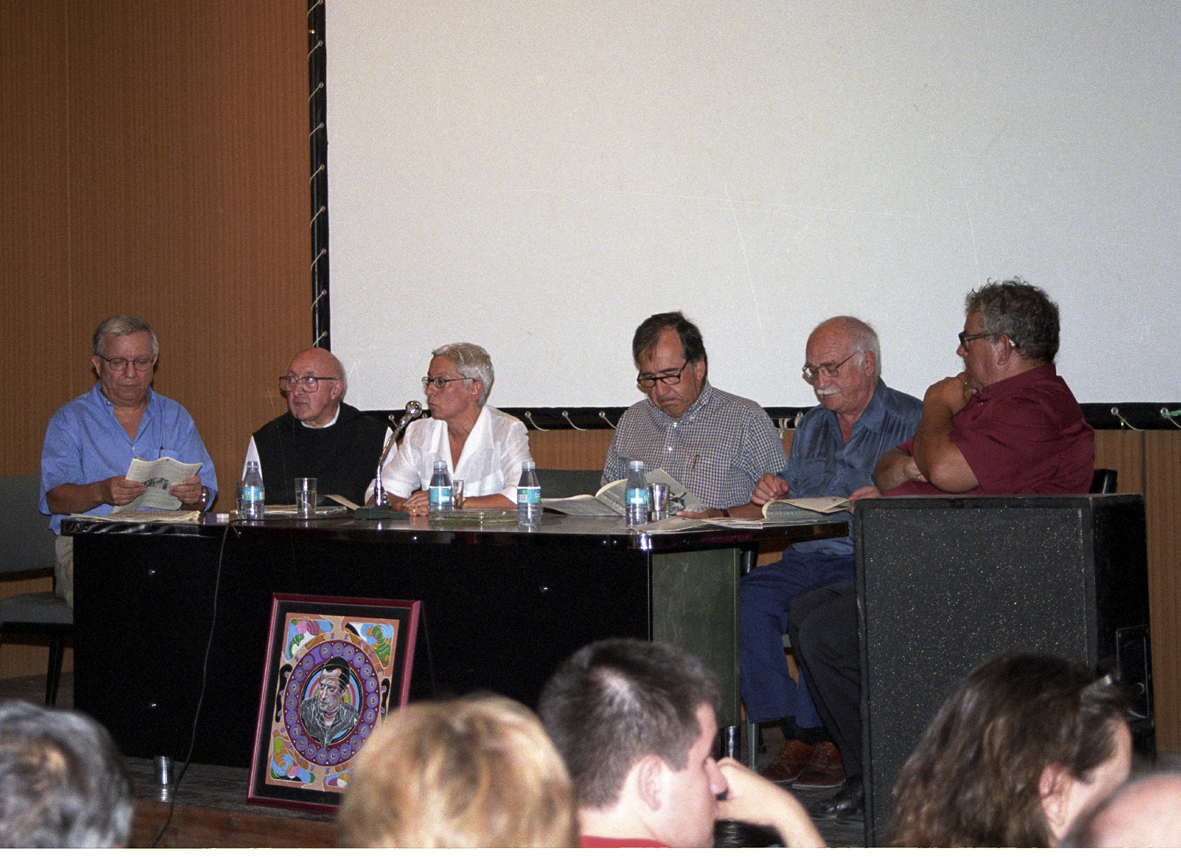
Acte acadèmic de l'homenatge al poeta Goytisolo. D'esquerra a dreta, Joan Fuguet, Agustí Altisent, Carme Plaza, Joan Margarit, Xavier Amorós i Ignasi Riera. 1999.

Barberà deu també a l'activitat d'aquest grup animat per Goytisolo, entre altres coses, la restauració de la Casa de la Societat (Barberà de la Conca), la dotació d'una biblioteca pública, la construcció d'una piscina municipal, la urbanització de la "parada el Senyor" i amb ella un parc infantil... Goytisolo, entre 1978 i 1999, en què va morir, va fer llargues estades a Barberà, on comprà i restaurà una casa. Aquest mateix any, els dies 27 i 28 d'agost, el poble li dedica un carrer i un homenatge, que consistí en un acte acadèmic, en el qual participaren diversos historiadors i poetes amics (Agustí Altisent, Xavier Amorós, Joan Margarit, Ignasi Riera, Carme Plaza i Joan Fuguet); un arròs popular; i un acte lúdico-poètic popular que li dedicà un nombrós i divers grup de barberencs, grans i petits.

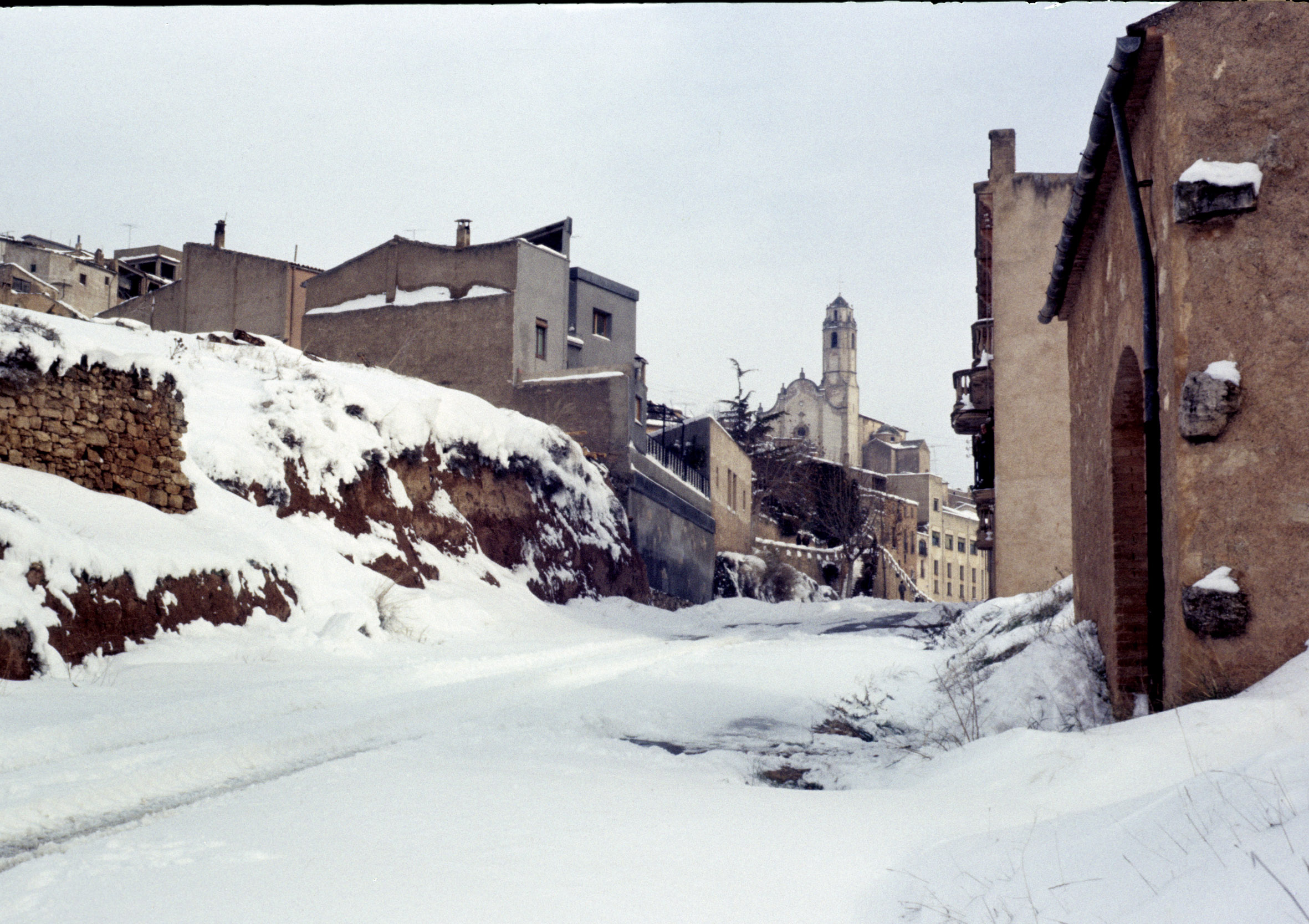
Barberà nevat. Any 1973

Durant el 2011 una esquerda de més de 200 metres va aparèixer al poble, fins a afectar unes 40 cases el mes d'octubre i obligar a celebrar missa a l'exterior de l'església. L'Institut Geològic de Catalunya va fer estudis per a conèixer-ne l'origen, fent sondejos amb sistemes de perforació, extraient mostres a una profunditat d'entre 20 i 40 metres.

## Llocs d'interés

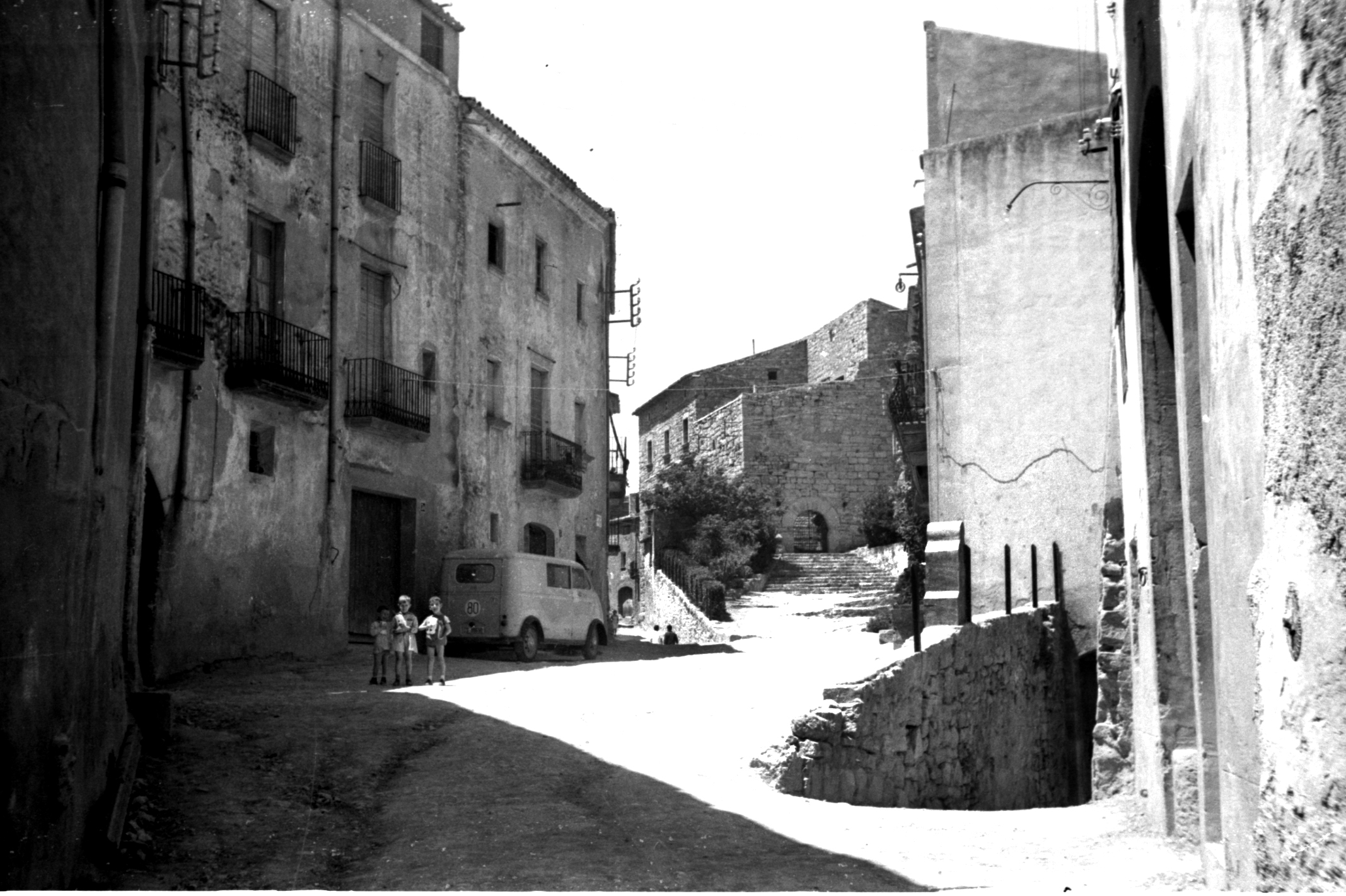
Barberà, 1964. "El Promasó"

### El Promasó
Plaça situada en la part més enlairada del poble, a l'est del Castell. Tot i que més sovint s'ha dit plaça, també es troba de vegades documentada com a carrer. En la toponímia pretèrita apareix «plaça de Masó» o «pla de Masó» (1678). El nom actual Promasó, Plomasó o –amb menys freqüència Pomasó– és un compost format amb pla i Masó «casa del Temple»; indicava la plaça al davant del castell. L'evolució fins a les formes modernes es pot explicar com una velarització i una oscil·lació entre les líquides.
El nom aglutinat deu datar dels segles xvii o xviii. A partir de 1924 es canvià per plaça de la Independència, i el 1939 fou batejat «plaza del Generalísimo». Amb tot i això, el nom més popular ha estat sempre el Promasó, que és el nom amb què fou retolat l'any 1978 amb l'entrada del primer ajuntament democràtic postfranquista. El topònim Promasó és l'únic de procedència templera que conserva el poble de Barberà.

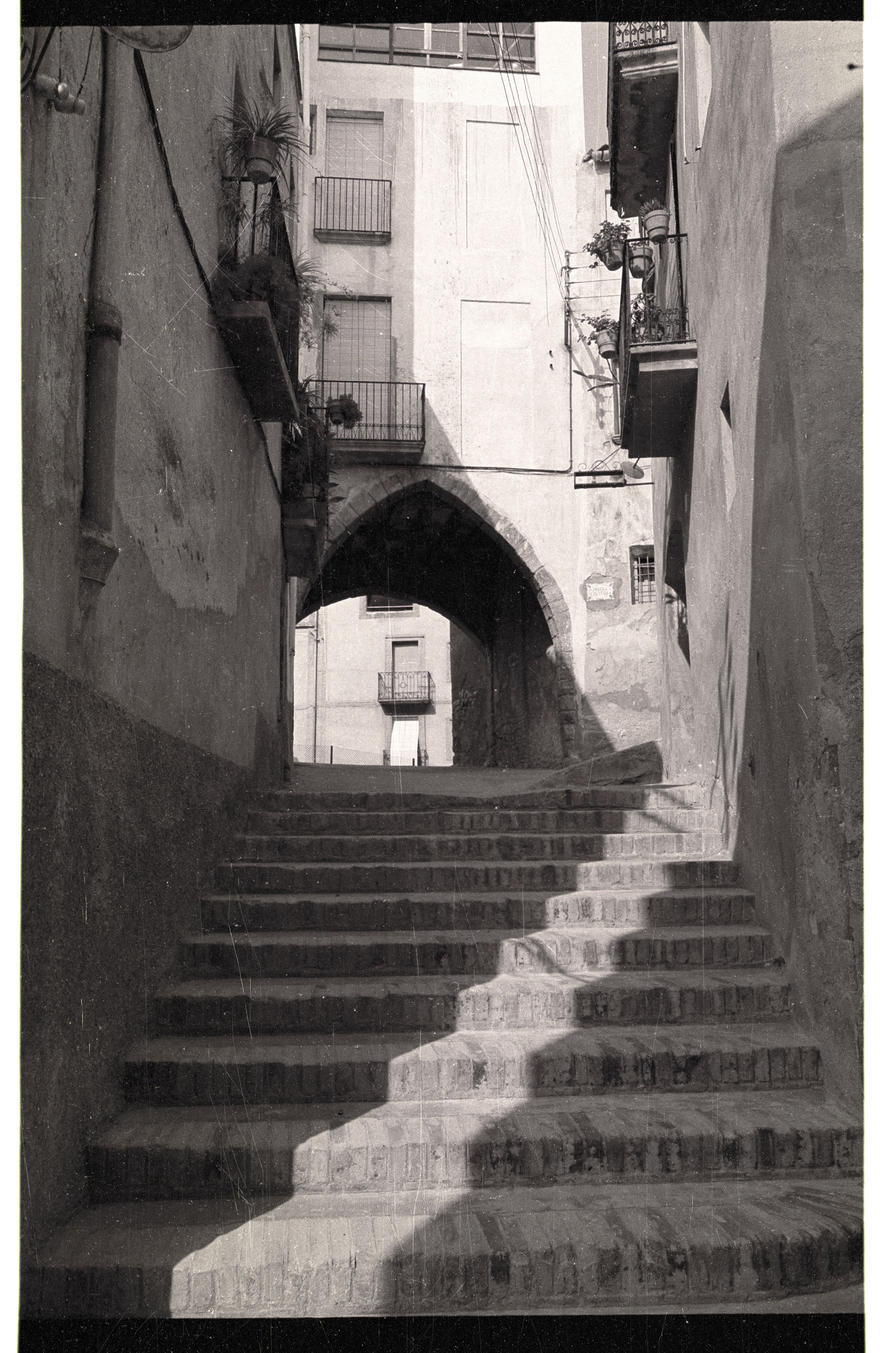
Barberà, "Porxo del Manel del Porta". Any 1980.

### El porxo el Manel del Porta
És el porxo, o voltes, que hi ha entre cal Manel del Porta i cal Guineu, i comunica el Promasó amb el carrer de l'Església. És una construcció probablement del segle xiv que trobem documentada el 1519 amb motiu d'unes bregues que havien tingut lloc sota les voltes entre els Gratapalles i els Foguet (alias el Nyerro) possible nom local de les parcialitats de Nyerros i Cadells). Aleshores, el porxo era anomenat "les voltes del Gratapalles", perquè hi vivia aquesta família que és la dels avantpassats de Joan Esplugas i Moncusí, el Molineret, del carrer Esplugas. Aquests anaven a favor del Gran Prior (Priorat de Catalunya) de l'orde de l'Hospital, senyor de Barberà. Un fet important de 1609, relacionat amb aquests partits, fou la vinguda a Barberà del famós cabdill nyerro Perot Rocaguinarda cridat pel Gran Prior de Catalunya per castigar Rafel de Biure, senyor de Vallespinosa, per qüestions de senyoriu sobre Vallverd de Queralt.

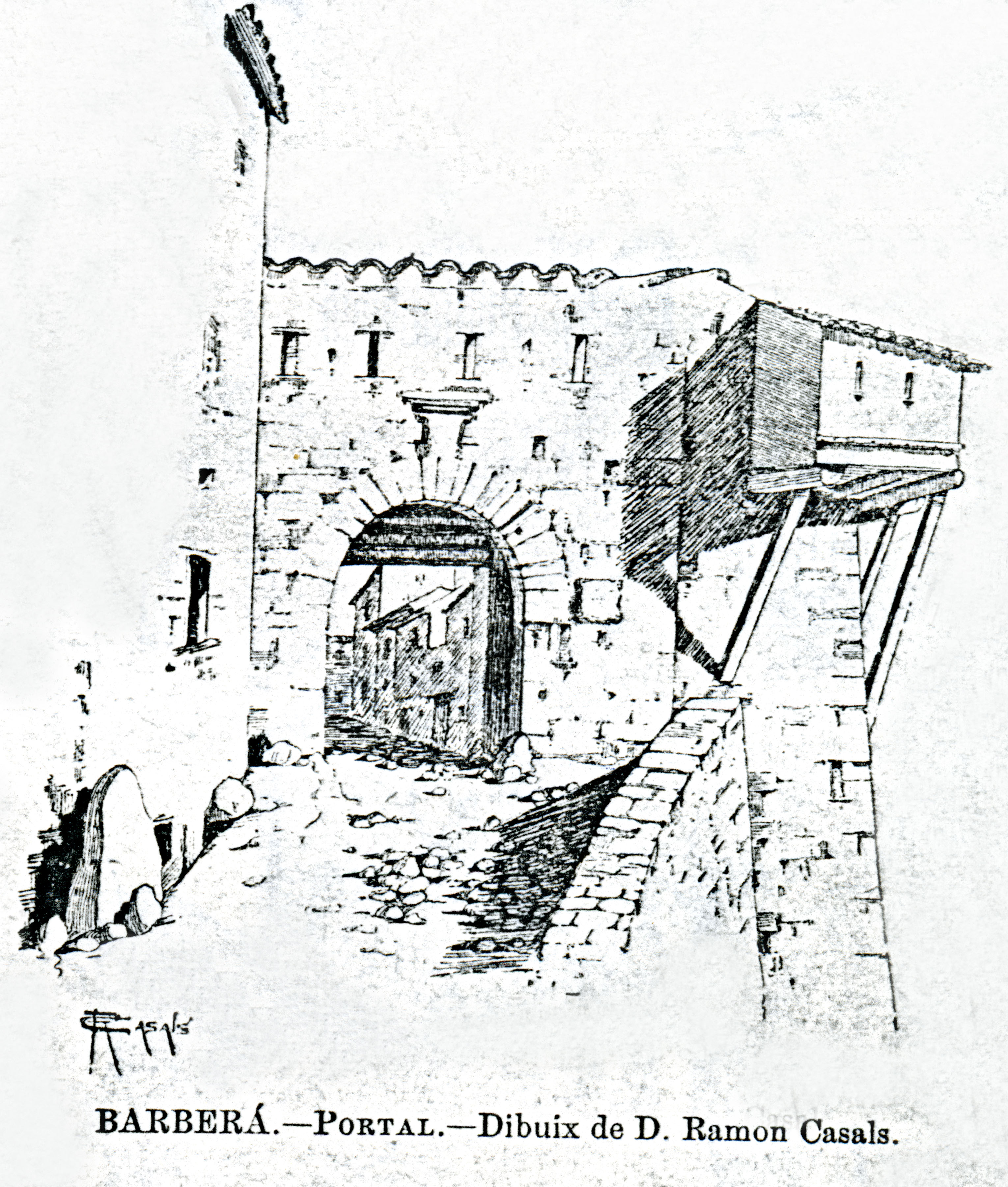
Barberà "El Portal" (portal de baix), segons un dibuix de 1890

### El Portal de Baix
Fins al segle xix Barberà era una vila tancada amb quatre portals: el de Dalt, situat a l'est (entre cal Guineu i cal Joan del Colom); el del Fiol (a la costa el Pitxo), el del Grau (al carrer Grau), i el de Baix (entre cal Mercer i cal Jaume el Portal). Tots foren enderrocats a començaments del segle xx i d'ells només s'ha conservat un topònim, el Portal, referit al de Baix, i un dibuix d'aquest mateix que aparegué en una publicació inacabada de finals del segle xix. Sembla que hi hagué un altre portal al final del carrer de Sant Victorià, davant de cal Pelagalls car apareix citat al Llibre de Sessions de l'ajuntament (el 21-XII-1875) amb motiu de tancar-lo durant la Tercera Guerra Carlina. Durant les guerres carlines del segle xix els quatre portals eren tapiats i el poble, que era molt liberal, esdevenia infranquejable a les escomeses carlines.

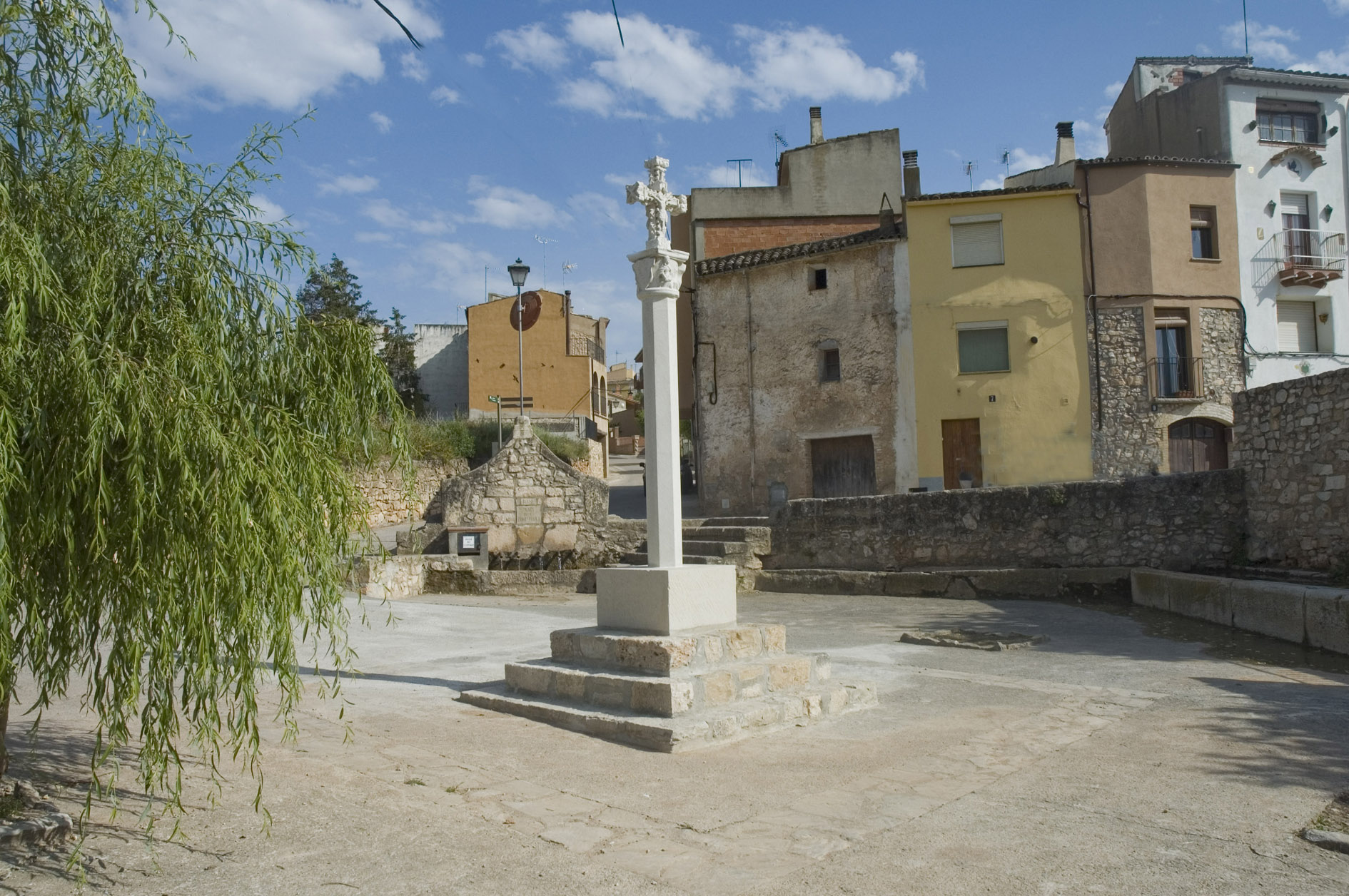
La "Font Vella". Barberà de la Conca. Any 2008

### La Font Vella
És la font més antiga de Barberà, documentada des de l'any 1175. L'aigua neix en una mina que s'endinsa fins a la veïna parada el Senyor. És la font on els barberencs anaven a buscar aigua abans de la instal·lació de l'aigua corrent. Amb el seu cabal es reguen (o es regaven) els "horts de Castell". També des de molt antic la seva aigua havia estat utilitzada per l'abeurador del bestiar i per als rentadors comunals. El segle xviii, concretament el 1772, com tantes altres fonts d'arreu, la Font Vella fou convertida en font monumental de caràcter barroc. Es construí un mur exempt de coronament curvilini simètric amb cinc canelles de ferro i una pica de pedra al peu, d'on l'aigua sortia canalitzada vers els abeuradors i els rentadors construïts aleshores al costat. Aquests foren dissortadament enderrocats l'any 1983. A la plaça que hi ha davant de la font, l'any 2008, s'hi col·locà una reproducció de la creu de terme de Santa Anna de Montornès. Es recuperava així una vella tradició, car fins al s. xix a Barberà hi havia set creus de terme (a la Font Vella, al Portal de Baix, al Camí de la Pedrera, al Camí de Montblanc, al Camí de Sarral i al Portal de Dalt). Queden vestigis de la creu d'aquest darrer portal.

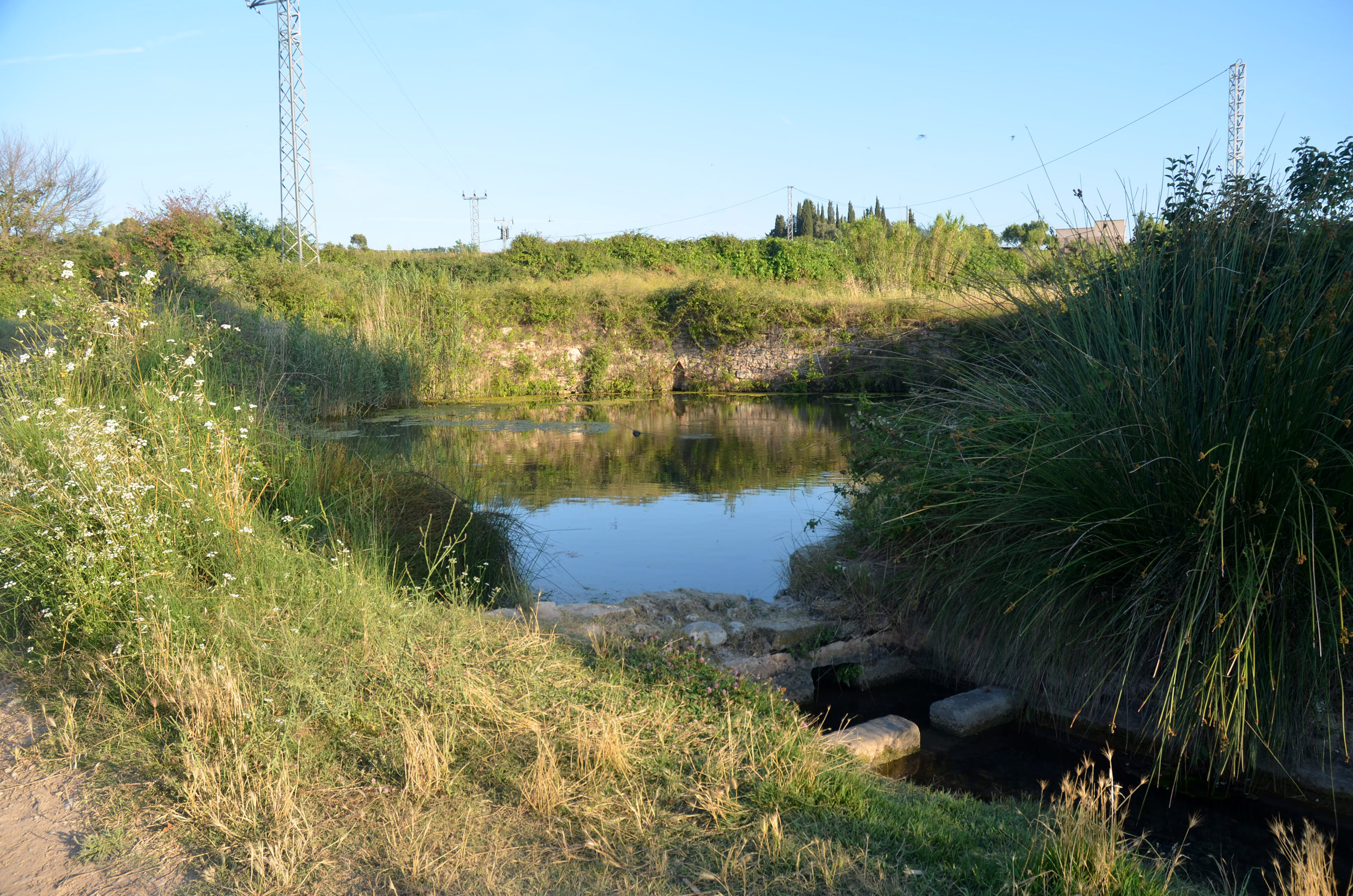
2014. La "Font Gitarda" de Barberà

### La font Gitarda
Situada al camí de Sarral, aproximadament a mig quilòmetre de Barberà. És una mina que forma un petit estany més que una font en sentit estricte, però des de sempre ha estat la deu més important de la vila: subministra l'aigua a l'Horta Major, i els "pous de l'aigua" que abasten el poble, uns metres més amunt són de la mateixa deu.
Segons una vella tradició, en aquest indret hi havia antigament un estany, els peixos del qual —barbs— van esdevenir el motiu heràldic de l'escut de Barberà. Tot i el caràcter fantasiós de la llegenda, la morfologia de la font fa pensar en un estany. En relació al nom, Miró, creu que ve de "gitada" car l'aigua brolla d'un nivell aclotat. És més probable, però, que el nom procedeixi d'un antropònim (Guitard) com succeeix en altres fonts barberenques: Bernada, Vidala, Ferriola…

### La font Bernada
Al sud-est de la vila, tocant al camí del pont de la Fusta. És la deu que subministra l'aigua de regadiu a les Sorts. La font neix en una mina situada dins de l'actual hort del Calbet, des d'on salta (a raig) cap a la síquia que la condueix a les basses de la quadra de les Sorts. En els primers documents apareix com a font de fra Bernat; després passa a dir-se font de la Bernada fins a arribar al nom actual.

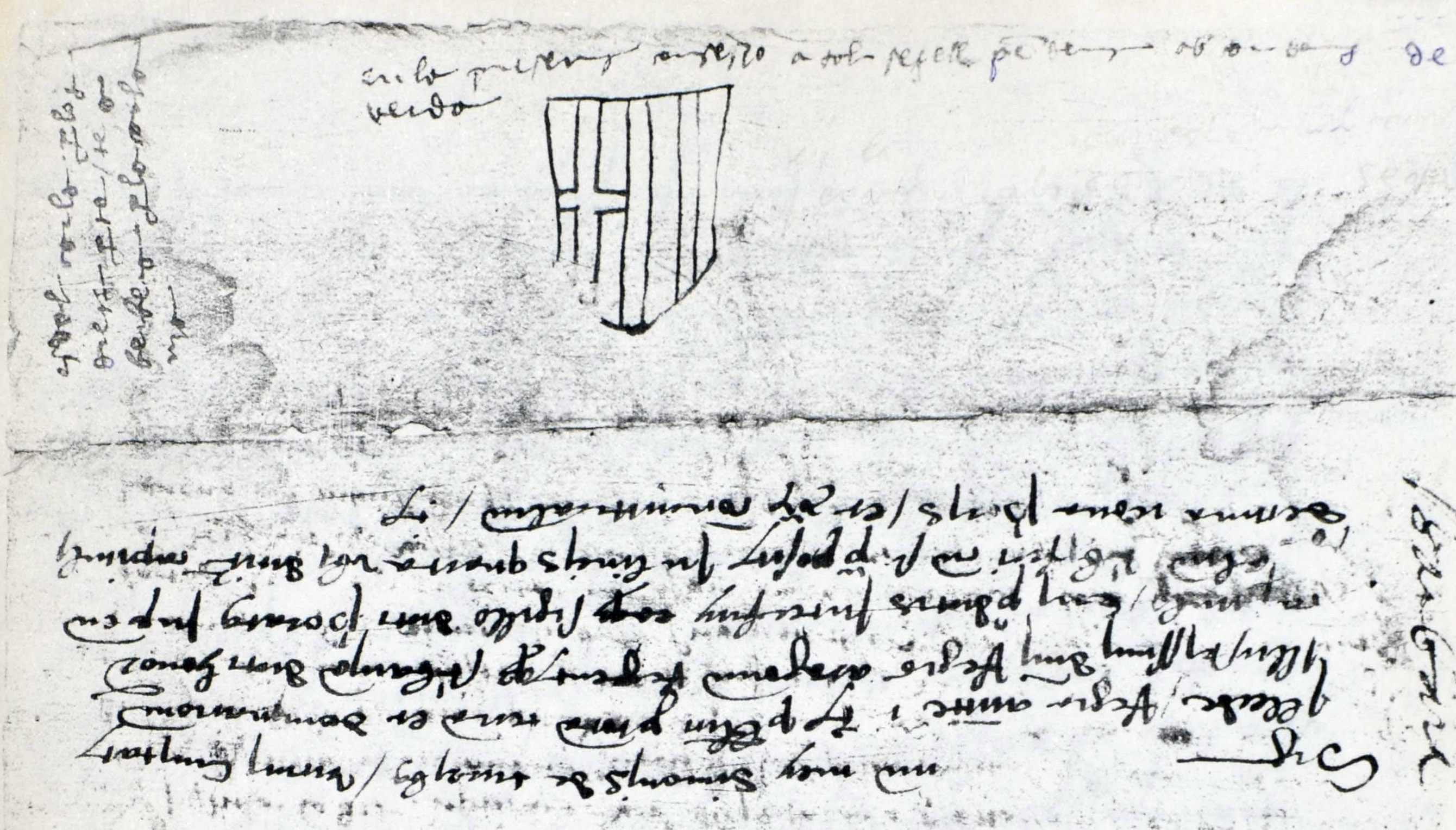
1453, document amb el dibuix de l'escut heràldic de la Carlania de Barberà, atorgat per l'orde de l'Hospital al donzell Guillem Ramon de Çarrovira

### La Carlania
Tot i que amb el temps la Carlania esdevingué nom —avui desaparegut— d'una partida del terme de Barberà, es refereix a l'alou que un senyor feudal donava al seu carlà pel servei de custodiar-li el castell i tenir els seus dominis. A Barberà existí la Carlania des del moment que el senyor, Pere de Puigverd, o els seus predecessors, van instal·lar-hi un carlà; en tenim notícies des de mitjan segle xii.
Després d'un llarg període sense notícies, l'any 1453, el donzell Guillem Ramon de Çarrovira reclamava, al Concili General de l'Orde de l'Hospital de Sant Joan els drets que tenia sobre la Carlania de Barberà; la sol·licitud fou atesa i li fou concedida. En el document d'aquest reconeixement hi figura el dibuix del segell de la Carlania que en aquella ocasió li atorgà l'orde de l'Hospital. És un escut partit amb la creu de sant Joan a l'esquerra i dos pals a la dreta; al costat del dibuix hi ha unes lletres que diuen: "... per los drets que té a Barberà per la Carlania (...) "en la present consesió a tal segell pera senya ab cordons de seda verda".

La Carlania era una propietat formada per diferents trossos de terra (Domenges, Hort d'en Cirera, Hort de Castell i d'altres) que els carlans tenien per Pere de Puigverd i els seus successors. El 1583 fou venuda a la universitat de Barberà; cent anys més tard, al Llibre de les Valies de la universitat de Barberà (1695), la Carlania comprenia només les terres de Conill.

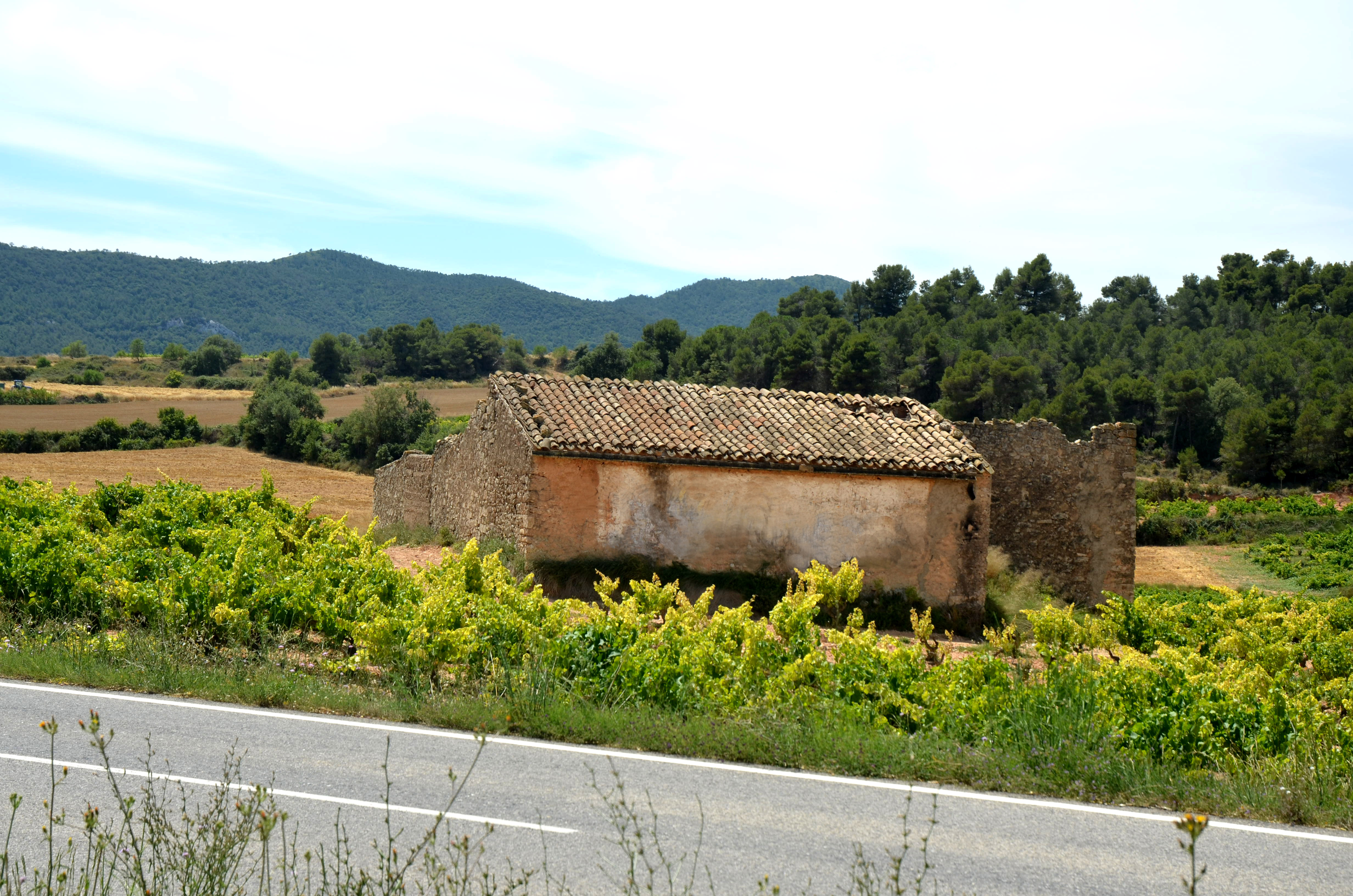
2014. "L'Hostal de l'Alioli" construït el segle en terres de la Carlania de Barberà

La Carlania fou un topònim comú als termes de Barberà i Sarral; situada als Conills, en els termes d'ambdós pobles; amb aquest sentit la documentem el segle xvii, quan els dominis de l'antiga Carlania havien quedat reduïts a aquestes terres. El topònim desaparegué primer a Barberà on fou substituït conjuntament per altres topònims: l'Hostal, els Conills; es mantingué a Sarral on la gent de més edat encara el recorden.
El 1761 el municipi les vengué a un tal Jaume Alió de Sarral, el qual va moure un plet contra la universitat de Barberà a causa del domini sobre el lloc; també hi va construir un hostal tocant al camí ral (l'hostal de l'Alioli) que donà nom a l'actual partida dels Hostals. La denominació d'hostal de l'Alioli amb què fou conegut a Barberà el tros i l'edifici és probable que fos un nom burlesc referit al propietari, Jaume Alió de Sarral pel fet que hagués pledejat amb l'Ajuntament de la vila.
No se sap que va passar després amb aquelles propietats; el cert és que al segle xix la Carlania pertanyia a l'Ajuntament com a "terrenys propis", i com a tals foren afectats per la llei de Desamortització de Pascual Madoz de 1855. Malgrat l'expedient obert per l'Ajuntament perquè aquelles terres no fossin subhastades, passaren a mans de particulars.
L'antic hostal ha perviscut mig enrunat a la partida barberenca del mateix nom, vora la carrera que va de Cabra a Sarral, a poca distància del trencall de Barberà. Està format per un recinte clos perfectament quadrat, de 8 m de costat per uns 2 d'altura, obrat de bona maçoneria. Té adossat al costat nord un cobert de planta rectangular on originàriament hi devien haver les dependències de l'hostal, de les quals es conserva un estable amb una gran menjadora capaç per fermar-hi quatre o cinc mules.

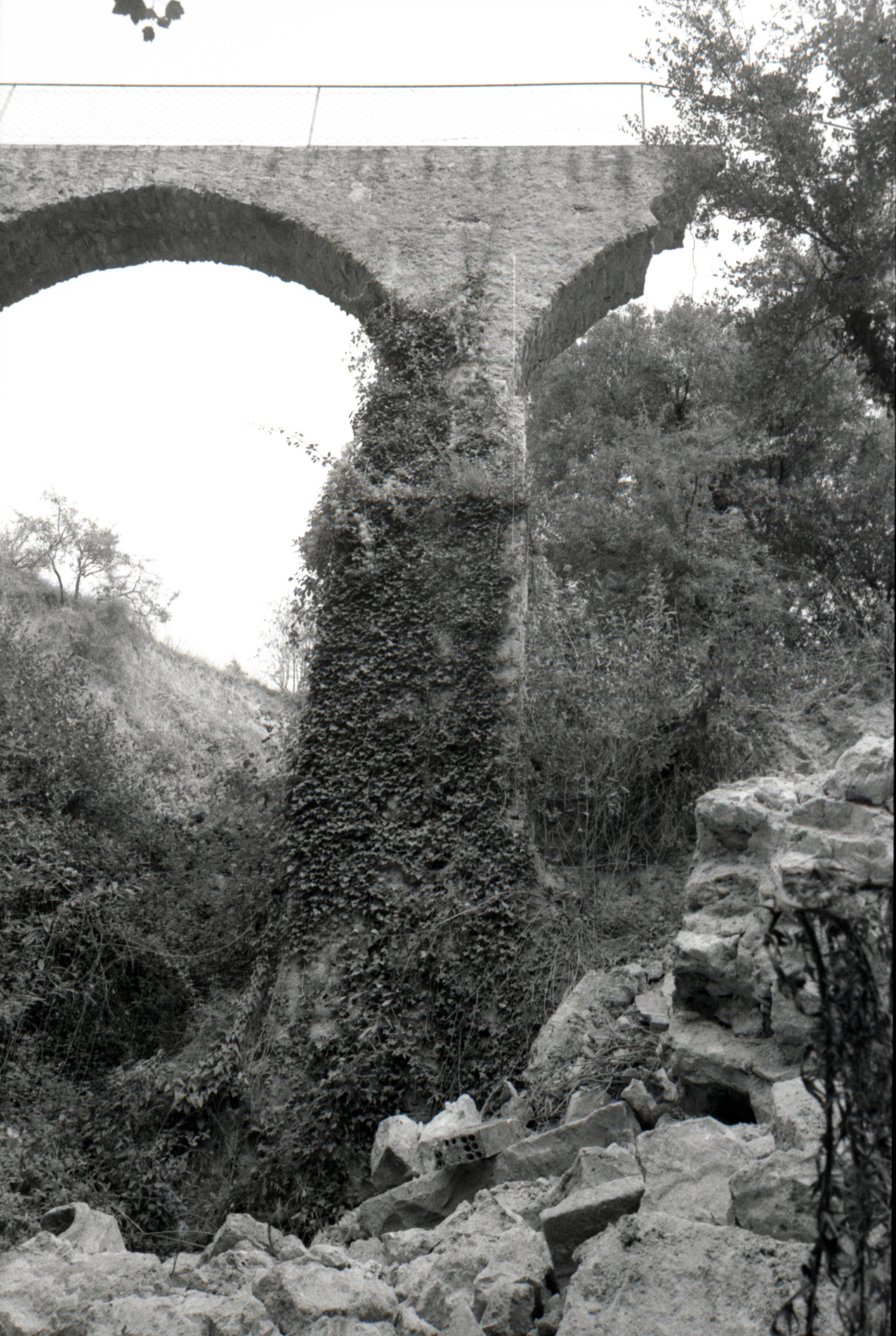
"La Canal". Aqüeducte sobre el Torrent de l'Horta de Barberà de la Conca. Any 1988

### La Canal
Aqüeducte construït sobre el Torrentet o torrent de l'Horta de Barberà per a transportar l'aigua de l'Horta Major cap als trossos de De part l'Horta. Té quatre ulls en arc de punt rodó i una considerable altura. Sembla que fou construït vers el segle xiv, car apareix citat el 1327 en documents de l'orde de l'Hospital, senyor de Barberà. Les parets són de bona maçoneria amb lloses disposades a sardinell en els arcs. L'any 1988 una rovinada ensulsià un pilar i deixà inutilitzat l'aqüeducte. La despoblació soferta aquells anys a Barberà va impedir que una restauració senzilla com era plegar un pilar es dugués a terme.

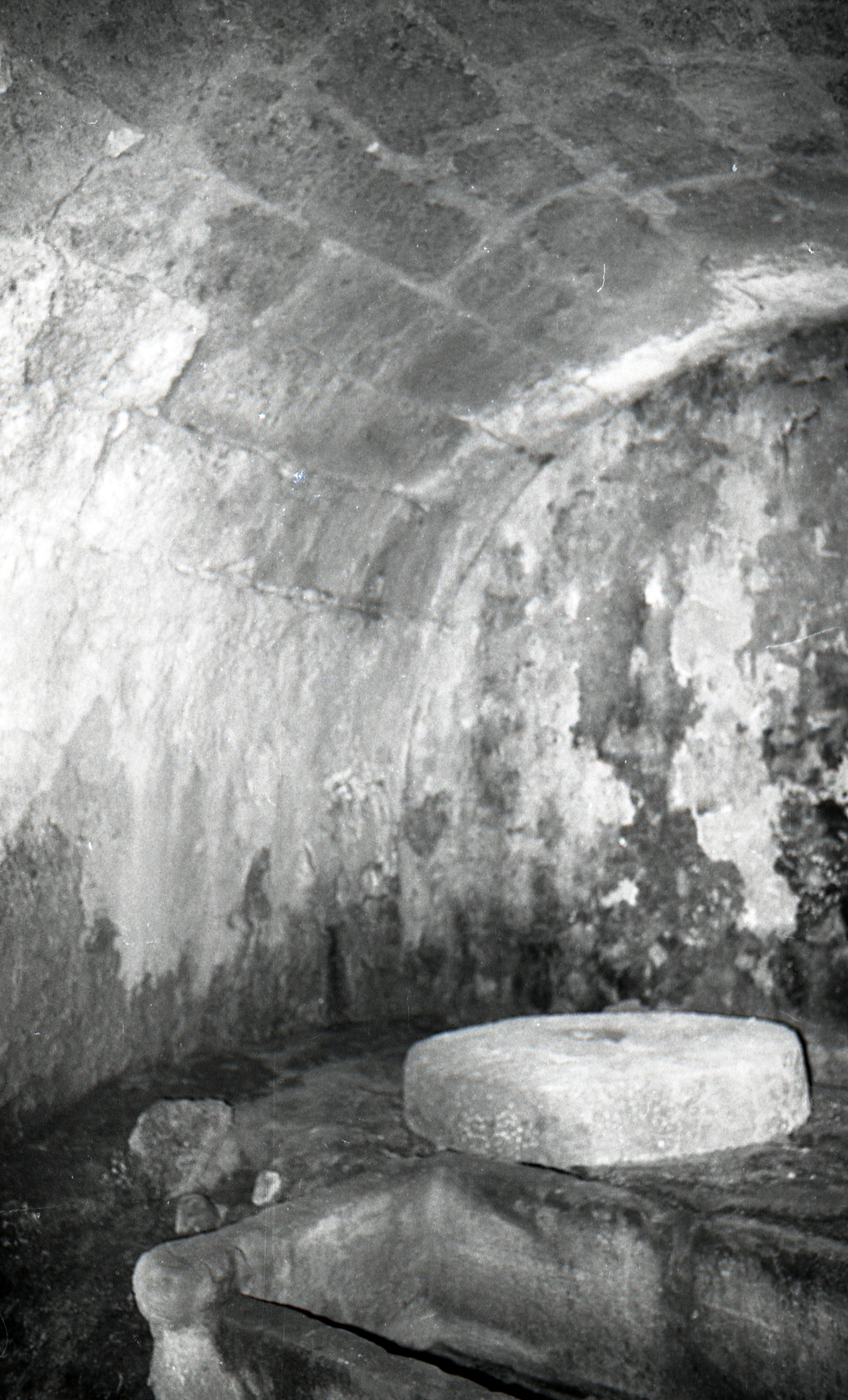
"Molí del Guineu", Barberà de la Conca. Any 1989

### El Molí el Guineu
Situat a la quadra del Dissabtó, al costat de la Canal, en el vessant obac del Torrentet, o torrent de l'Horta. És un molí fariner d'una sola mola, de cronologia incerta, que pot allunyar-se fins al segle xiv. Al final del segle xx, es conservava en bastant bon estat la bassa, el cacau, o pou, i la sala de moles, amb les dues moles (sotana i sobirana) i una pica de pedra. La casa del moliner del pis superior ja estava arruïnada. De 1988 ençà, amb l'enderrocament de la Canal, s'ha deteriorat molt el conjunt, sobretot perquè caigué en desús el camí que passava per sobre de l'aqüeducte.

## Festes religioses

### El Roser
És la festa votada del poble en honor de la Mare de Déu del Roser. Actualment se celebra el primer dissabte de maig.
Durant molts anys el dia 20 de maig Barberà celebrà la festa del Roser (una festa major dedicada a la marededéu del Roser). És un tipus de festa major de les que s'anomenen “festa del vot”; és a dir, que en un moment determinat de la història, fou objecte d'una votació popular.
Curiosament en els darrers anys, “necessitats” populars de caràcter civil aconsellaren avançar el dia de celebració de la festa: en lloc del dia 20 es faria el primer dissabte de maig. El motiu del canvi fou què, el 20 queia ben bé al mig dels exàmens finals dels estudiants del poble.
Això no obstant, la festa del Roser segueix tenint la mateixa importància de sempre.
La història de la festa barberenca del Roser, l'explica amb tota mena de detalls el que fou rector de Barberà entre 1900 i 1905, mossèn Josep Porta i Blanch al seu llibre Arreplec de dades per a la història de Barberà, Barberà, 1984 (pp. 200-209):
"L'any 1641 tingué lloc un vot de poble que instituí la celebració del Roser del Vint. A partir d'aleshores el poble de Barberà celebrà amb tota esplendor una festa dedicada a la Mare de Déu del Roser. El motiu d'aquesta exaltació popular de la diada, fou que : “... en ocasió d'unes terribles malalties que causaren espantosa mortalitat entre els habitants d'aquest poble (...) los fills de Barberà tan aimants y devots de la Marededéu del Roser (...) que ja tenia al poble una confraria, un altar y una imatge que presidia aquest altar y portava escrit al peu l'any 1577".
El mateix mossèn Porta recull la noticia definitiva de la celebració, l'any 1675:
...“havent passat una important epidèmia que durà 6 mesos durant la qual moriren molta gent, després que hagués tingut lloc una processó (...), els jurats  Jaume Moles, Pau Foguet y Jaume Roca, de part del Consell, proposaren fer una festa per suplicar a Déu Nostre Senyor se vulgués apiadar de nosaltres y, intercedint a Nostra Senyora del Roser ferse festa ab solemne ofici y processó el mateix dia del Roser. Y açò hoit per lo Consell, consentiren tots que ab voluntat del Sr Rector se fes festa lo endemà y als 20 de maig, y així se va fer ab molta devoció. Del qual vulgué Déu Nostre Senyor y Nostra Senyora del Roser que las malaltias se remediassen” (..) Y lo primer de Giné de 1676  estan lo Consell reunit prometeren de fer festa de ací al davant per a 20 de maig y se fes Festa ab molta devoció”.

### La Festa Major
La Festa Major de Barberà està dedicada al seu patró que és, des de temps molt reculats, sant Victorià Abat. Durant molts anys se celebrà (com a festa major d'estiu) el primer dissabte de setembre, però, d'unes dècades ençà fou canviada al penúltim dissabte d'agost. Tanmateix, el dia de Sant Victorià, que s'escau el 12 de gener, fins fa pocs anys al poble també es feia festa; una festa a la qual, durant la llarga etapa franquista li fou afegida una celebració política de caràcter feixista, car coincidí que el 12 de gener de 1939, el poble fou "alliberat" per l'Exèrcit Nacional i, amb aquesta excusa, a partir d'aleshores se celebraria també aquella efemèride. De 1940 en endavant, el dia de Sant Victorià les autoritats locals assistien en corporació a la missa major i a la sortida convidaven tot el poble a veure, de franc, una pel·lícula de caràcter propagandista nacional ("Sin novedad en el Alcázar", "Raza", "A mi la legión", "Locura de amor"...).

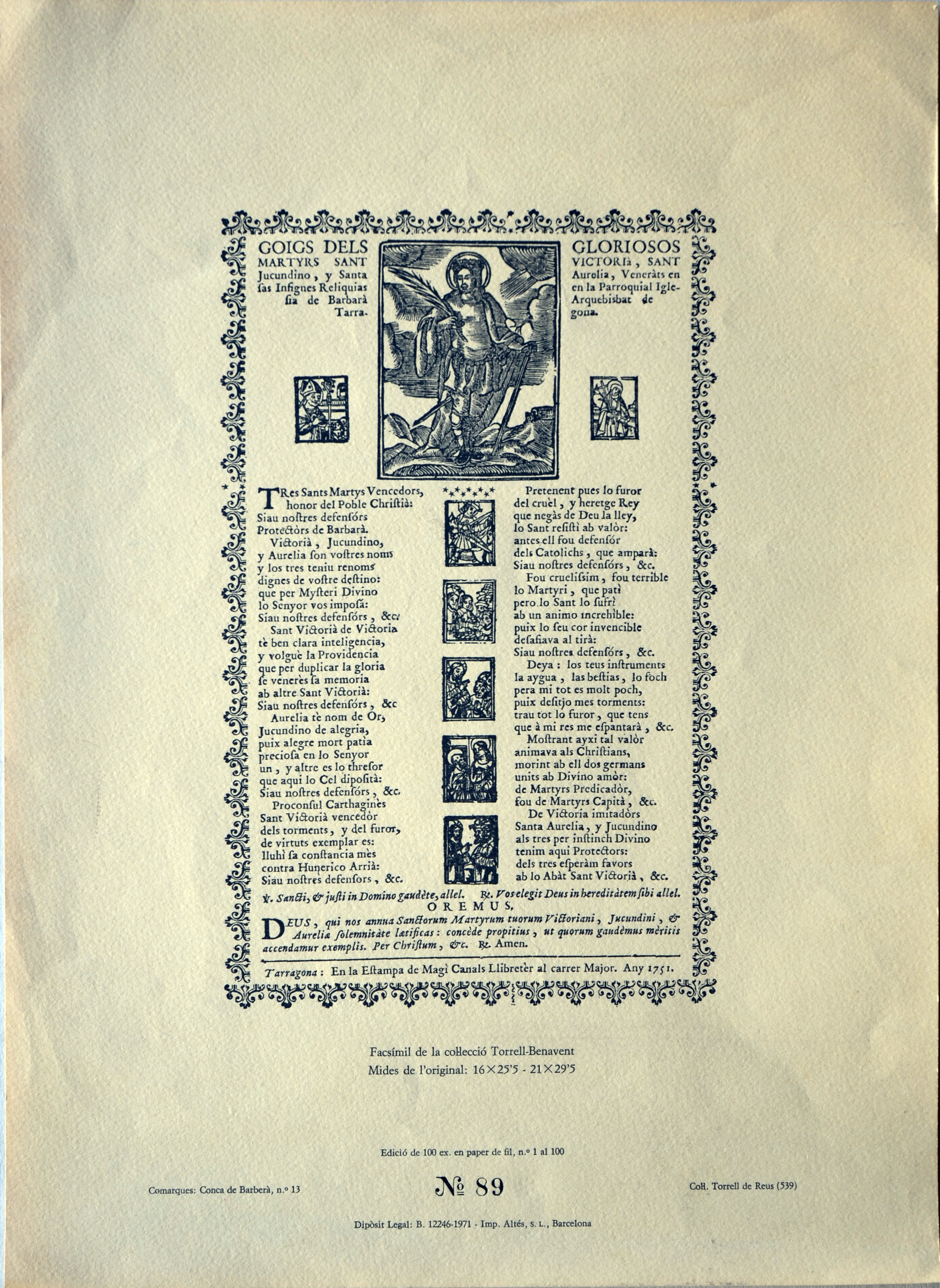
Edició facsímil d'un exemplar dels goigs de Sant Victorià abat, patró de Barberà, 1751.

## Festes profanes

### Festa del Trepat
Des de l'any 2009 a Barberà de la Conca se celebra, el darrer cap de setmana de juny, sota el lema: VI+ART=TREPAT, una festa dedicada al vi de la varietat trepat i a l'art. El trepat és una varietat que es pot considerar autòctona de la Conca de Barberà, car després de la fil·loxera fou l'empelt més utilitzat pels vitivinicultors conquencs, fins al punt que a la comarca el trepat hi és present més que en cap altra comarca. Es pot ben dir que la Conca de Barberà és la terra del trepat per antonomàsia. Els darrers anys, amb l'empenta que ha pres l'elaboració del vi a Catalunya, la varietat trepat de la Conca ha anat progressant positivament fins a elaborar uns vins i uns caves de gran qualitat. La festa, que va néixer a Barberà sota els auspicis de l'Ajuntament de la vila i la col·laboració de les cooperatives i cellers de la comarca, s'ha concretat en una exposició de vins i caves de trepat, dels diferents vitivinicultors de la Conca. L'exposició i tast es fa en diferents portals de cases del poble, en cada un dels quals hi és presentada l'exposició d'un artista plàstic.

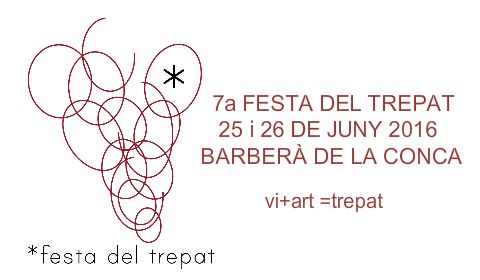
Barberà de la Conca. Logotip de la Festa del Trepat, any 2016.

### El carnestoltes tradicional de Barberà
A Barberà de la Conca, fins als anys cinquanta del segle passat, amb els alts i baixos propis de les circumstàncies polítiques i religioses del país, es va anar celebrant un Carnestoltes d'allò més ric i variat. Si el comparàvem amb les celebracions que aquell dia tenien lloc arreu del món rural català, recollides per Joan Amades al Costumari Català, m'atreviria a dir que aquella festa popular d'arrel pagana que donava entrada a la quaresma barberenca, era –com diuen els joves d'avui– molt potent. Com que l'amplíssima obra de l'esmentat folklorista no la recull i els barberencs que avui tenen menys de cinquanta anys no la coneixen, o només la coneixen de referències, l'explicarem. Si més no, que no se'n perdi la memòria.
Es pot dir, que a Barberà, en major o menor grau, tot el poble participava de la festa. El dia fort era, no cal dir, el dimarts de Carnestoltes, però, a manera de preàmbul, alguns esdeveniments, públics o privats, l'anunciaven uns dies abans. El principal acte públic era la col·locació, en algun indret cèntric del poble, de la figura entronitzada del Carnestoltes (ninot de palla), que esperaria pacient el foc purificador de la matinada del dimarts cap al dimecres de Cendra; i, en l'àmbit privat o familiar, a més de la preparació o confecció dels vestits de les disfresses, solia tenir lloc al vespre mentre la gent sopava la visita imprevista d'una disfressa grotesca, que normalment era un amic o un parent, a fi de començar a moure gresca i ambient.

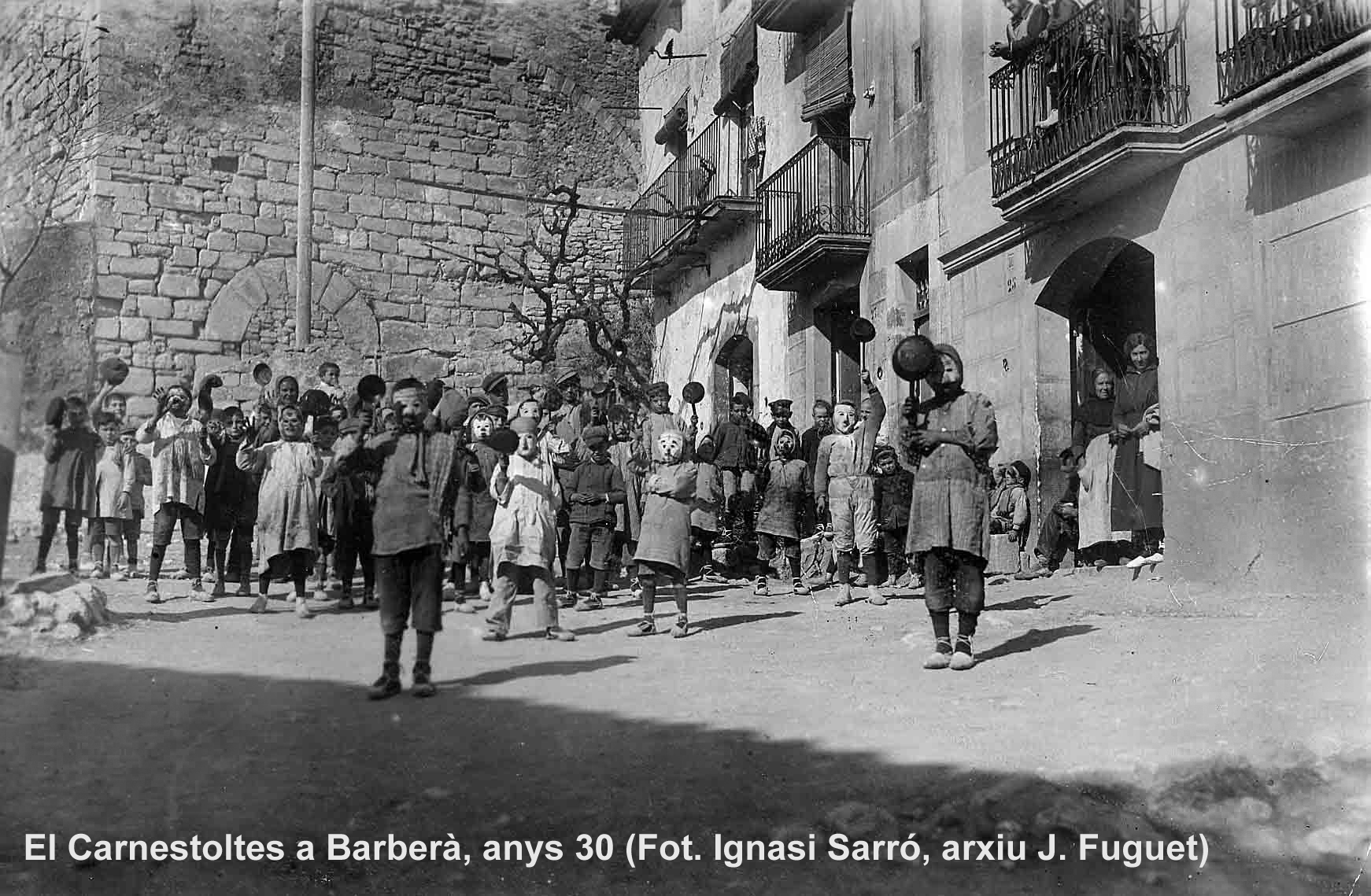
"Els paellers" del carnestoltes tradicional de Barberà, vers l'any 1930

Les celebracions fortes del Carnestoltes de fet començaven el dilluns i arribaven al seu punt àlgid el dimarts, amb tres etapes diferenciades que coincidien amb el matí, la tarda i la nit. El dilluns començava la gresca, podem dir que a ralentí, car no afectava la jornada de treball ni per als grans ni per als petits. Al migdia, en sortir les nenes de costura, s'embetumaven les mans de negre greixós de paella i a corredisses empaitaven els nens per a mascarar-los la cara; després es rentaven, i a dinar. La festa seguia a la tarda amb algunes disfresses que rodaven pel poble.
El dimarts, fent cas omís del pregó prohibitiu de l'alcalde (solia rebre ordres del governador civil, durant els anys de la dictadura franquista), el poble «decretava» festa i els mestres es quedaven sols a l'escola, si és que l'havien obert.
A punta de dia, per no ser vistes, les nenes corrien a amagar-se en grups d'amigues a la casa d'alguna d'elles on hi hagués bons amagatalls. A mig matí esclatava la gresca. Uns estranys personatges sortien al carrer brandant paelles negres de cul greixós (aleshores es cuinava amb carbó). Eren els «paellers», els nois del poble disfressats de forma grotesca que portaven la cara tapada amb una careta de cartó que sovint representava un cap d'animal (de toro, de cavall, de porc...). Es vestien amb una camisa vella i uns calçotets llargs, del pare o del padrí, d'aquells que es lligaven amb vetes a les cames; i, a vegades, arrodonien l'aspecte grotesc cobrint-se el cap, a manera de barret, amb un civader farcit de palla (el civader era una bossa estreta i llarga, que servia als pagesos per portar el menjar al defora). A corredisses, cridant i de vegades cantant («al bot doneu-li tot, al paeller doneu-li bé»), s'adreçaven a les cases de les noies on sospitaven que s'havien amagat. Per la porta, pel balcó, si l'amo s'hi resistia, car tenien llicència popular per fer-ho, entraven i regiraven tots els racons, del celler a les golfes, cercant les nenes. Aquestes finalment eren trobades (malament hauria anat!) i mascarades de dalt a baix. Aquest era el tracte. Les mares es queixaven de l'excessiva barra que de vegades tenien els paellers, però ¡pobre món que no haguessin mascarat la seva nena!

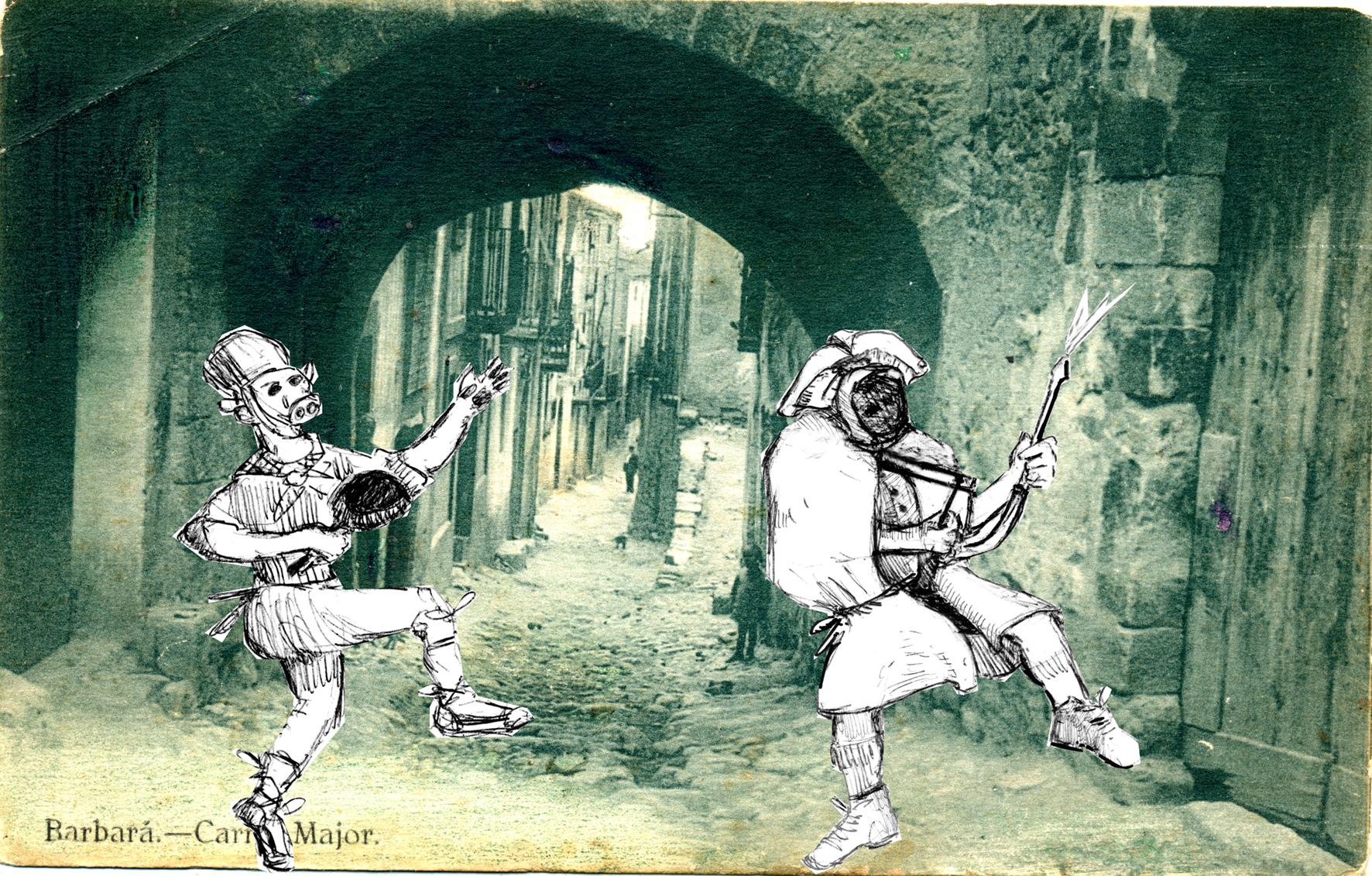
Carnestoltes tradicional de Barberà. El paeller i la borrassa, recreació

A la tarda continuava la festa amb la total participació del poble. Ara ja no eren els paellers sinó autèntiques rues o mascarades els qui recorrien els carrers. Hi havia les disfresses més diverses, boniques i grotesques amb la cara tapada o no. Les boniques, normalment canalla, no es tapaven la cara i es limitaven a mostrar-se. Les grotesques que sempre anaven tapades i eren grolleres i atrevides. Sovint envestien el públic femení que assistia a l'espectacle des dels portals, i li arrebossaven les faldilles tot xisclant i cridant en mig de la gresca. Sovint hi havia entre les disfresses grotesques la parella de nuvis, la representació de la qual anava a càrrec de dos personatges divertits, no importava el sexe; normalment, feia de núvia un xicot que resultés molt més alt que el nuvi, que solia ser una noia. S'abillaven de manera exagerada, procurant que les corbes femenines (cul i mamelles) ressaltessin. Moltes vegades, era una núvia que havia fet Pasqua abans de Rams. Amb aquesta temàtica conversaven i feien broma amb la gent que els veia passar. Sortien també disfresses que portaven amagats bots i xeringues de lavativa plenes d'aigua per mullar la gent. D'altres tiraven cendra.
Finalment, en el moment culminant de la tarda apareixien les temibles «borrasses». La gent en veure-les s'amagava a les entrades de les cases. Eren uns personatges molt curiosos. Alts, ferrenys. Ho havien de ser car anaven carregats amb una màquina de sulfatar a l'esquena, amb la que mullaven a llarga distància. Anaven ben tapats amb una borrassa –d'aquí el nom– lligada pel damunt del cap i per la cintura amb un vencill. La gran borrassa els tapava tot el cos per damunt de la màquina de sulfatar. Aquests personatges, actuant uns a la plaça de dalt i altres a la plaça de baix, desfermaven una autèntica batalla d'aigua, que, de manera molt humida, posaria punt final a la segona etapa de la festa. Com sempre, qui més rebia era el públic assistent; eren «danys col·laterals».
Havent sopat, tenia lloc un lluït ball de disfresses per al qual se solia llogar una orquestra. La diada es cloïa a la matinada amb la crema del Carnestoltes. En la nostra joventut no es recorda que s'hagués llegit cap testament del Carnestoltes, però anys enrere, sí.
D'aquesta manera, any rere any, Barberà celebrava el seu Carnestoltes, que amb tota seguretat era una de les festes més reeixides i esperades per allò que tenia de participativa i popular. Els actes descrits no eren pas extraordinaris ni exclusius. Encara que presentés elements particulars, diferents dels d'altres poblacions, el carnestoltes barberenc era només una versió del que celebraven arreu del país les comunitats rurals, impregnat de tradicions paganes ancestrals.
Als nostres pobles va deixar d'existir quan els anys setanta la gent emigrà massivament a la ciutat i el camp es mecanitzà. Quan amb l'arribada de la democràcia les ciutats recuperaren els carnestoltes que havia interromput el franquisme, molts pobles seguiren l'exemple. Tanmateix, pel camí molts havien perdut bous i esquelles, Barberà entre ells. Dissortadament, la represa fou en gran manera condicionada pels nous mitjans de comunicació, la televisió sobretot, i no es va saber recuperar res d'allò que havia estat la tradició. Els anys noranta el carnestoltes de Barberà, com el de molts altres pobles, era una versió tronada dels carnavals de Rio de Janeiro, amb sambes i pitos que pretenien marcar el compàs de la rua. No s'havia sabut aprofitar ni posar al dia cap d'aquells elements genuïns plens de gràcia i d'originalitat del Carnestoltes tradicional. Aquesta situació tocà fons en iniciar-se el nou segle i ara, afortunadament, sembla que les coses van canviant progressivament; això, si més no, és el que s'ha pogut apreciar en les dues o tres darreres celebracions. És important que les comissions de festa segueixin en aquesta línia, i s'informin per tal d'assolir una versió genuïna i actual del carnestoltes.
J. F. S. (2014)

## Fills i filles il·lustres
- Pere Poblet i Andreu (1850-1929): metge i delegat en l'Assemblea de Manresa (1892).
- Joan Esplugas i Moncusí (1857-1927): polític i empresari agrari. L'any 1907 fou senador per la Solidaritat Catalana.
- Ramon Andreu i Bella (Barberà de la Conca, 1862 - Tarragona, 1927): esperantista i taquígraf.
- Maria Canaleta Abellà (Barberà de la Conca 1896 - El Masnou 1980): Mestra d'escola i educadora.
- Emili Miquel Abellà (Barberà de la Conca 1919 - Sâo Paulo (Brasil) 2000): Artista pintor i ecologista.

## Demografia
| 1497 f | 1515 f | 1553 f | 1717 | 1787 | 1857  | 1877  | 1887  | 1900  | 1910  |
| ------ | ------ | ------ | ---- | ---- | ----- | ----- | ----- | ----- | ----- |
| 66     | 75     | 78     | 374  | 714  | 1.380 | 1.203 | 1.458 | 1.368 | 1.354 |

| 1920  | 1930  | 1940  | 1950  | 1960 | 1970 | 1981 | 1990 | 1992 | 1994 |
| ----- | ----- | ----- | ----- | ---- | ---- | ---- | ---- | ---- | ---- |
| 1.325 | 1.250 | 1.031 | 1.016 | 834  | 562  | 434  | 439  | 422  | 422  |

| 1996 | 1998 | 2000 | 2002 | 2004 | 2006 | 2008 | 2010 | 2012 | 2014 |
| ---- | ---- | ---- | ---- | ---- | ---- | ---- | ---- | ---- | ---- |
| 401  | 394  | 409  | 434  | 446  | 503  | 521  | 537  | 526  | 519  |

| 2016 | 2018 | 2020 | 2022 | 2024 | 2026 | 2028 | 2030 | 2032 | 2034 |
| ---- | ---- | ---- | ---- | ---- | ---- | ---- | ---- | ---- | ---- |
| 478  | 476  | 471  | 486  | 471  | -    | -    | -    | -    | -    |

Entre els anys 50 i 70 del segle xx, la Conca de Barberà va sofrir una despoblació dramàtica, fins al punt que algun poble va perdre la totalitat de la seva població, cas de Rojals; d'altres com Forès, amb el 72 per cent, ben poc se'n va faltar; Barberà en perdé un 45 per cent.
Aquest fenomen és molt significatiu si es té en compte que, segons Josep Iglésies Fort, el segle xiv, la Conca assolí una de les densitats més altes de població de Catalunya; i entre els segles xviii i xix, amb una economia exclusivament agrària, aconseguí una de les cotes més altes del Principat en el terreny econòmic i social. Els anys vuitanta del s. xix, tocà sostre i començà a davallar a partir de la fil·loxera.
Amb tot, però, els anys pitjors per a bon nombre de pobles de la comarca serien a partir de 1950. Foren anys fatals per a l'agricultura, i els que més en sofriren les conseqüències van ser els que depenien exclusivament del camp. Un dels més representatius d'aquesta crisi, fou un dels més pròspers de la Conca: Barberà. Barberà havia estat un dels pobles més lluitadors en les reivindicacions camperoles fins a assolir una relativa estabilitat mentre l'agricultura familiar fou possible. Acusà la fil·loxera com els altres amb una forta davallada de població, però resistí amb menys despoblació que el conjunt de la comarca fins a la Guerra Civil, anys en què l'agricultura continuà essent l'element bàsic de l'economia de la Conca. Aquest fet potser caldria atribuir-lo, en part, a l'èxit cooperatiu que assolí la «Societat Agrícola». En canvi veiem que el descens és dels més notables de la Conca a partir de 1950 –només superat pels pobles més muntanyencs i esquerps de la comarca com Forès i Montbrió de la Marca-. Són anys d'una política realment contrària a l'agricultura.
L'any 1950 el poble acusa el caràcter general de despoblament que registrà la Conca de Barberà al llarg del segle xx. Malgrat tot, vers els anys cinquanta passà per un període d'eufòria gràcies a la demanda de vi per motiu de la crisi europea en la postguerra. Pel mateix motiu els moviments migratoris interiors de l'Estat que s'incrementaren en les dècades següents, s'acusaren a Barberà amb una considerable rebuda de gent procedent sobretot del sud de la Península. A partir de 1953 que acabà l'eufòria del vi, Barberà minvarà acceleradament coincidint els anys de màxim índex amb els anys de males collites.
És un tret destacable el creixement vegetatiu de signe negatiu que es veu incrementat per un saldo migratori també del mateix signe. Entre els anys 1950 i 1960 s'aprecia una entrada considerable de gent de fora del Principat que s'estableix per pocs anys en el poble per seguir posteriorment cap a sectors industrials més pròspers. La població autòctona també emigra en gran escala a aquelles zones a conseqüència de la crisi del camp.
L'any 1970 Barberà havia perdut respecte a l'any 1950 un 45 per cent del seu cens. La població de Barberà segueix amb escreix el ritme de dèficit de la Conca de Barberà. Per tot això les piràmides d'edat (piràmide de població) mostren una població envellida i absència de població activa i infantil; sobretot aquests fets s'acusen en la piràmide de 1970.

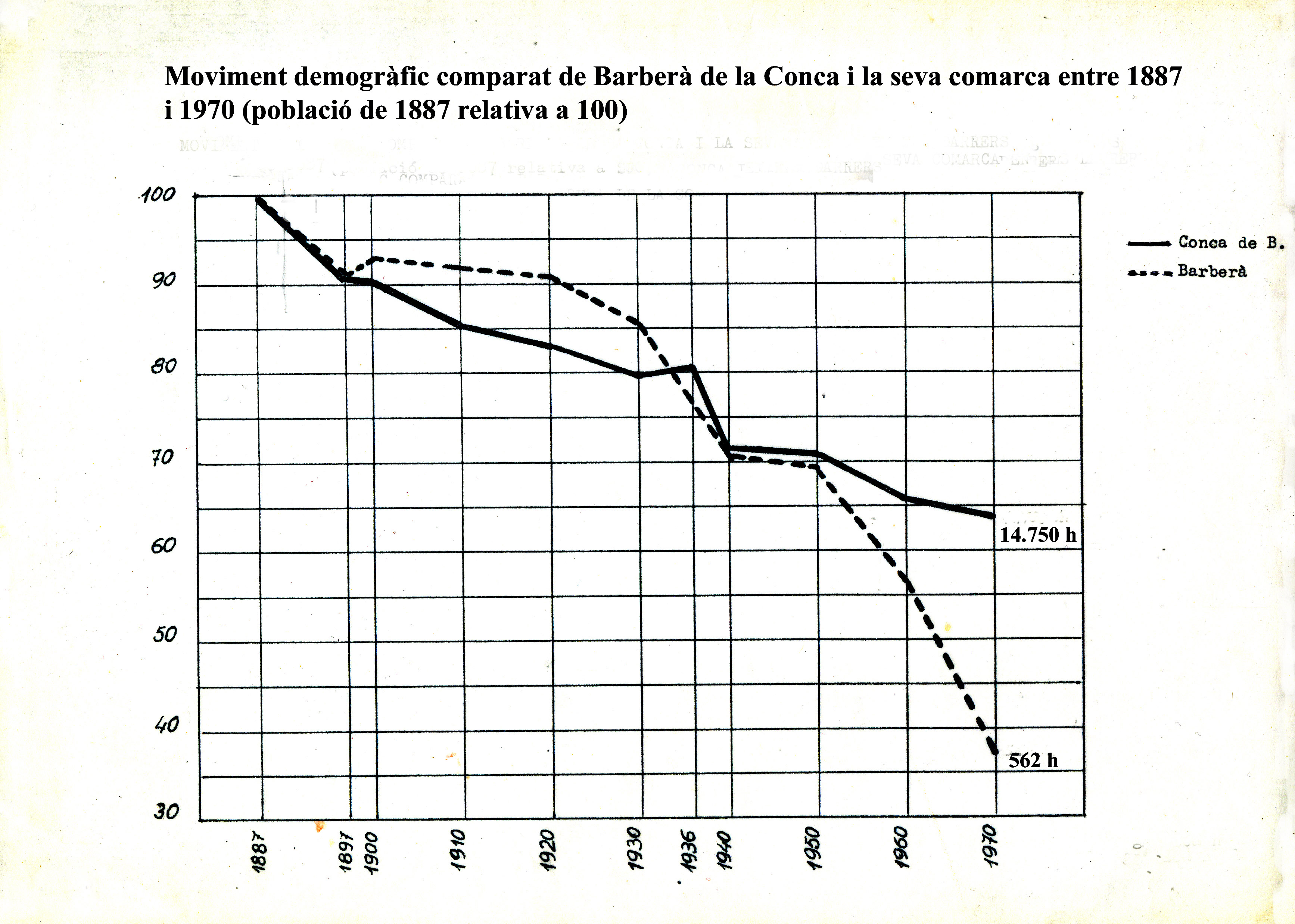
Gràfica comparada de la població de Barberà i la Conca de Barberà entre 1887 i 1970

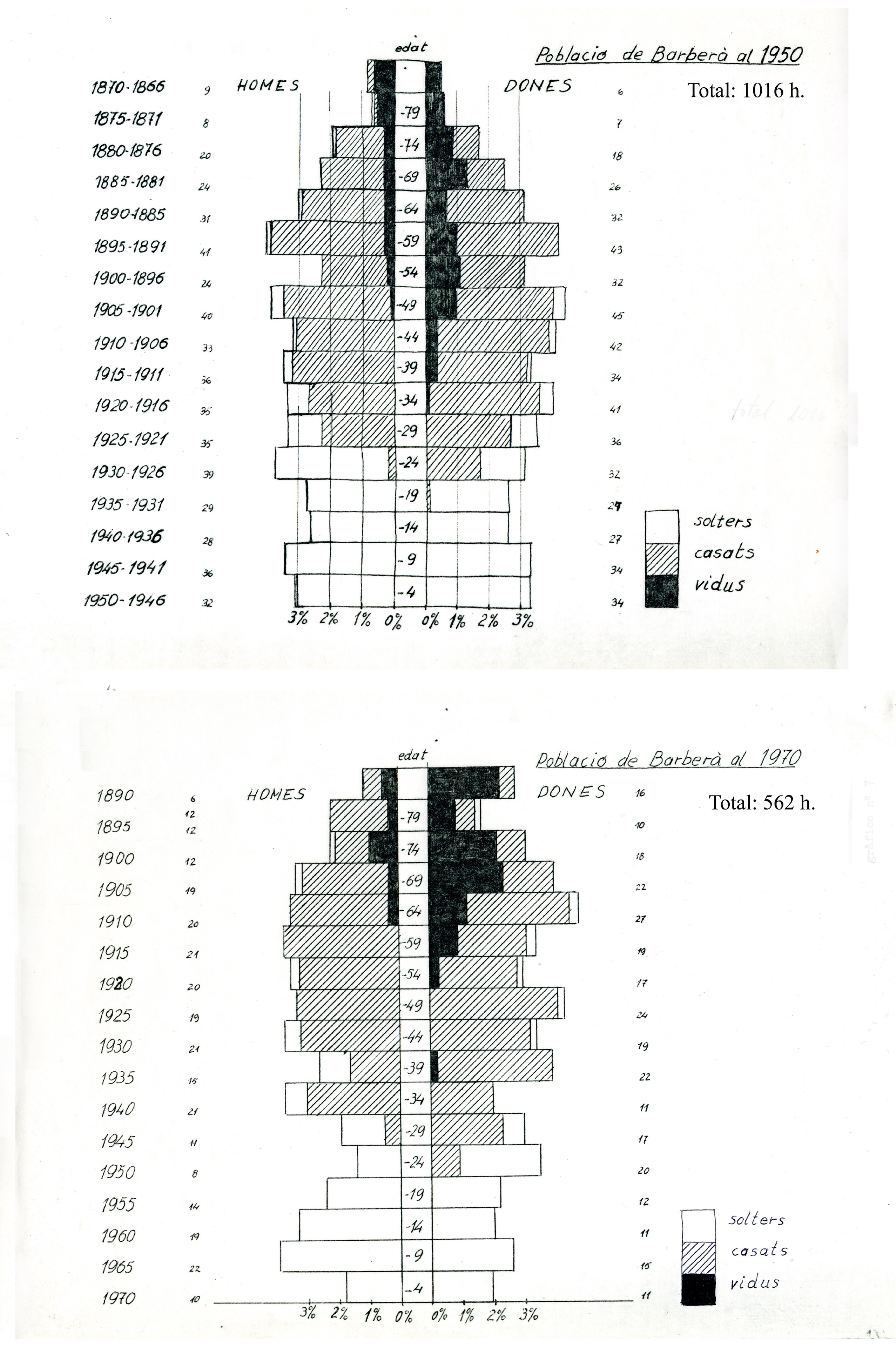
Piràmides de població de Barberà els anys 1950 i 1970

Aquesta davallada tocà fons els darrers anys del segle xx, en què Barberà amb 394 habitants, havia perdut el 61,2 per cent de la seva població respecte a l'any 1950. Els darrers anys s'ha començat a invertir la tendència, sobretot degut al fenomen del neoruralisme i a algun jovent autòcton que ha decidit quedar-se a viure al poble.

## El segell municipal de Barberà

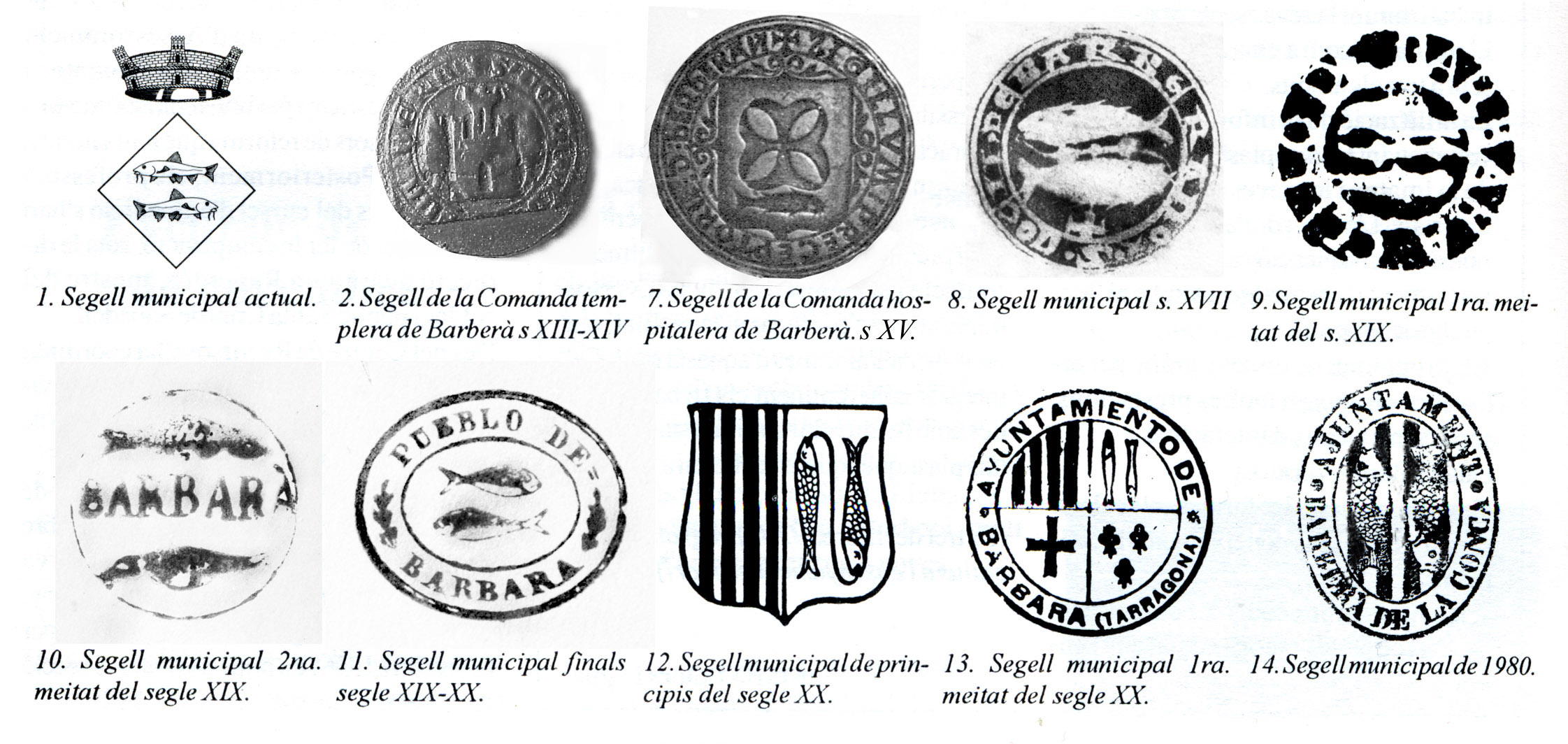
Origen i evolució del segell municipal de Barberà (-XX)

Escut de Barberà de la Conca

L'any 1986, seguint els consells emesos des dels serveis corresponents del Govern de Catalunya, el consistori de Barberà va sol·licitar a la Direcció General d'Administració Local l'homologació del segell municipal. Prèviament, seguint indicacions, l'ajuntament de Barberà els havia enviat documentació gràfica i escrita.
Poc després, el 3 de març de 1988, la Delegació Territorial d'Administració Local de Tarragona va enviar a l'Ajuntament de Barberà la proposta de l'escut sol·licitat, amb l'informe emès per la Secció Històrico-Arqueològica de l'Institut d'Estudis Catalans. Posteriorment en un ple, l'Ajuntament aprovà l'escut proposat. A partir d'aleshores, l'escut oficial de Barberà de la Conca és el següent:
"Escut caironat: d'atzur, 2 barbs nedant contrapassant d'argent. Per timbre una corona mural de poble".
Aquesta fórmula és la utilitzada pels heraldistes a l'hora de descriure les armes d'un escut. Referit al de Barberà, vol dir que, sigui quina sigui la seva forma, l'escut ha de ser blau ("atzur") i a dins al mig, ocupant tota la superfície sense tocar als costats, hi ha d'haver dos barbs horitzontals i capiculats ("nedant contrapassant") de color d'argent. I que l'escut pot portar al damunt ("per timbre") una corona en forma de recinte murallat ("corona mural"), que és la que correspon als pobles, viles i comarques que prèviament no en tinguessin una de particular (corona reial, comtal, ducal...). Al marge d'aquesta descripció de les armes, s'aconsella que l'escut tingui forma de cairó (quadrat posat de punta), que és el que s'ha adoptat per als segells municipals de Catalunya a fi d'homologar-los segons el tipus d'escut més genuí de Catalunya, que és el caironat.
L'escut de Barberà, amb els dos peixos -barbs-, és dels que en diuen escuts parlants, és a dir aquells en què les armes interpreten gràficament el nom amb què es corresponen; així, barb pretén interpretar barb(erà). Deixant a part l'etimologia del nom Barberà, que no té res a veure amb els barbs, el cert és que en el primer senyal heràldic relacionat amb Barberà que es coneix ja hi figuren aquests peixos. Es tracta del segell que, en els segles xiii i XIV empraven els comanadors templers de Barberà, senyors feudals del poble, per autentificar els documents que emetien. És un segell estampat en cera que penja d'una carta que van escriure, l'any 1308, des del castell de Montsó diversos comanadors entre ells el de Barberà, Dalmau de Timor. La carta anava dirigida a Ramon Saguàrdia, comanador del Masdéu, que dirigia la defensa del castell de Miravet, assetjat per l'exèrcit de Jaume II.
Aquest segell, on hi ha representat un castell flanquejat per dos barbs, amb unes lletres al voltant que diuen: segell de la comanda de Barberà, mostra que els templers foren els primers a utilitzar els barbs per interpretar gràficament el nom de la seua casa de Barberà. És doncs, la primera, i una de les més antigues, representacions heràldiques catalanes d'un nom de lloc. A partir de 1317, en passar els béns del Temple a l'orde dels Hospitalers de Sant Joan, aquests seguiren utilitzant les mateixes armes (els barbs) per a l'escut de la seua comanda de Barberà; i quan a la baixa edat mitjana aparegué el municipi, Barberà utilitzà la mateixa iconografia dels barbs per definir el segell municipal. Es comença a trobar documentació municipal marcada amb el segell a partir del segle XVII; dissortadament la més antiga va desaparèixer fa molts anys.

## Política

### Resultat a les eleccions al Parlament de Catalunya del 2012
| Candidatura | Candidatura   | Cap de llista          | Vots | Regidors | % vots |
| ----------- | ------------- | ---------------------- | ---- | -------- | ------ |
|             | CiU           | Artur Mas              | 81   |          | 34,03  |
|             | ERC           | Oriol Junqueras        | 50   |          | 21     |
|             | CUP           | David Fernández        | 39   |          | 16,38  |
|             | PSC           | Pere Navarro           | 22   |          | 9,24   |
|             | ICV-EUiA      | Joan Herrera           | 16   |          | 6,72   |
|             | PPC           | Alicia Sánchez-Camacho | 15   |          | 6,3    |
|             | C's           | Albert Rivera          | 5    |          | 2,1    |
|             | Vots en blanc |                        | 2    |          | 0,84   |
|             | Altres        |                        | 8    |          | 5,46   |
| Total       | Total         | 239                    | 239  |          | 62,57  |

### Eleccions municipals
Nombre de regidors per partit
| Junts | -  | -  | - | -  | -      | -  | - | - | - | - | 7 | 7 |
| PSC | -  | -  | 7 | -  | -      | -  | 7 | 7 | 7 | - | - | - |
| PP | -  | -  | - | -  | -      | -  | - | 0 | - | - | - | - |
| CiU | -  | -  | - | -  | -      | -  | - | - | - | 7 | - | - |
| Altres | 7a | 7b | - | 7c | 4d; 3e | 7f | - | - | - | - | - | - |
| Total | 7  | 7  | 7 | 7  | 7      | 7  | 7 | 7 | 7 | 7 | 7 | 7 |
| a Agrupació d'Electors; b Independents; c UNIC - FIC d Agrupació Barberenca; e Grup de Veïns per Barberà - FIC; f Veïns de Barberà; |    |    |   |    |        |    |   |   |   |   |   |   |